# 토론토의 시내버스 노선 목록
토론토 교통국(Toronto Transit Commission, TTC)은 141개의 일반 버스 노선을 운영하며 이 버스 노선은 숫자 뒤에 알파벳이 붙여진 지선으로 나뉜다. 그 외에는 지하철과 일반 버스가 운행하지 않는 시간대에 운행하는 심야 버스 (Blue Night Network buses), 추가 요금으로 토론토의 각 지역과 시내를 연결하는 시내 급행, "로켓" 급행 버스와 동네의 주요 슈퍼마켓, 도서관, 병원, 요양 시설 등을 잇는 커뮤니티 버스 노선이 있다. 모든 노선은 휠체어 승객이 이용할 수 있는 저상 버스로 운행하며 버스 앞에는 자전거 거치대가 있다.
대부분의 일반과 급행 버스는 지하철이 운행하는 시간대에 운행하며 심야 버스는 지하철이 운행을 종료할 때부터 다음날 아침에 운행을 재개할 때까지 운행한다. 시내 급행 버스는 평일 아침 러시 아워에 시내 방면으로, 평일 오후 러시 아워에 반대 방향으로 운행하며, 일부 노선은 역방향으로 운행하기도 한다. 커뮤니티 버스 노선은 평일 낮 시간대에 운행한다.
TTC 버스의 운행 시간대는 6개로 나뉜다. 아침 러시 아워는 오전 5시 30분부터 9시, 점심 시간대는 오전 9시부터 오후 3시, 오후 러시 아워는 오후 3시부터 8시, 이른 저녁은 오후 8시부터 11시, 늦은 저녁은 오후 11시부터 지하철이 운행을 종료하는 다음날 오전 1시 30분과 2시 사이, 심야는 오전 2시부터 5시 30분, 일요일에는 오전 8시까지이다. 이에 따라 상시 운행은 지하철 운행 시작부터 운행 종료까지, 주간 운행은 오전 5시 30분부터 오후 8-9시까지이다.
아래 버스 노선은 2024년 11월 변경분을 반영한 노선 목록이다.

## 노선
| 노선 | 노선                     | 노선                                | 종점 | 종점                                                                           | 종점 | 종점                                                                                 | 경유지 | 차고지                                                                 | 비고 |
| ---- | ------------------------ | ----------------------------------- | ---- | ------------------------------------------------------------------------------ | ---- | ------------------------------------------------------------------------------------ | --- | ---------------------------------------------------------------------- | --- |
| 7    | 배서스트                 | Bathurst                            | 북   | 스틸즈 애비뉴                                                                  | 남   | 배서스트역                                                                           | 배서스트 / 스틸즈 · 핀치 · 셰퍼드 · 윌슨 · 로렌스 · 에글린턴 · 세인트클레어 (세인트클레어 웨스트역 ) · 듀폰트 · 배서스트역 | 윌슨                                                                   | - 매일 최대 10분 간격 운행 |
| 8    | 브로드뷰                 | Broadview                           | 북   | 워든역 브로드뷰역 및 오코너 드라이브 경유                                      | 남   | 헨릭 브리지포인트 병원 오코너 드라이브 및 브로드뷰역 경유                            | 헨릭 브리지포인트 병원 · 브로드뷰역 · 몰티머 · 코스번 · 오코너 / 페이프 · 던랜즈 · 콕스웰 · 우드바인 · 세인트클레어 / 오코너 · 빅토리아파크 · 파머시 · 워든역 | 버치마운트                                                             | - 온타리오선 공사로 노선 우회 |
| 9    | 벨라미                   | Bellamy                             | 북   | 스카버러센터역                                                                 | 남   | 워든역                                                                               | 스카버러센터역 · 벨라미 / 프로그레스 · 엘즈미어 · 로렌스 · 에글린턴 기차역 · 매코원 / 에글린턴 · 킹스턴 로드 · 세인트클레어 / 브림리 · 미들랜드 · 스카버러역 · 케네디 · 버치마운트 · 워든역 | 버치마운트                                                             | |
| 10   | 밴혼                     | Van Horne                           | 동   | 빅토리아파크 애비뉴                                                            | 서   | 돈밀스역                                                                             | 돈밀스역 · 밴혼 / 돈밀스 · 빅토리아파크 | 맥니콜                                                                 | - 평일 출퇴근 시간대에 169A번 헌팅우드 버스를 대신해 운행                                                                                           |
| 11A  | 베이뷰                   | Bayview                             | 북   | 스틸즈 애비뉴 서니브루크 건강과학센터 경유                                     | 남   | 데이비스빌역 서니브루크 건강과학센터 경유                                            | 베이뷰 / 스틸즈 · 핀치 · 베이뷰역 · 요크밀스 · 로렌스 · 서니브루크 건강과학센터 · 에글린턴 · 데이비스빌 · 데이비스빌 / 마운트플레전트 · 데이비스빌역 | 에글린턴                                                               | |
| 11C  | 베이뷰                   | Bayview                             | 북   | 올드오처드 그로브 / 애비뉴 로드                                                | 남   | 데이비스빌역                                                                         | 애비뉴 로드 / 멜로즈 · 로렌스 / 애비뉴 로드 · 로렌스역 · 로렌스 / 베이뷰 · 서니브루크 건강과학센터 · 베이뷰 / 에글린턴 · 데이비스빌 · 데이비스빌 / 마운트플레전트 · 데이비스빌역 | 에글린턴                                                               | - 매일 바쁜 시간대에 수시로 운행 |
| 12A  | 킹스턴 로드              | Kingston Rd                         | 동   | 케네디역 버라이어티 빌리지 및 브림리 로드 경유                                 | 서   | 빅토리아파크역 브림리 로드 및 버라이어티 빌리지 경유                                 | 빅토리아파크역 · 빅토리아파크 / 댄포스 · 제럴드 · 빙햄 루프 · 킹스턴 로드 / 워든 · 버치마운트 · 버라이어티 빌리지 · 브림리 / 킹스턴 로드 · 댄포스 로드 · 에글린턴 / 브림리 · 미들랜드 · 케네디역 | 버치마운트                                                             | - 평일에는 아침부터 이른 저녁까지, 주말에는 낮 시간대에 운행                                                                                        |
| 12B  | 킹스턴 로드              | Kingston Rd                         | 동   | 케네디역 브림리 로드 경유                                                      | 서   | 빅토리아파크역 브림리 로드 경유                                                      | 빅토리아파크역 · 빅토리아파크 / 댄포스 · 제럴드 · 빙햄 루프 · 킹스턴 로드 / 워든 · 버치마운트 · 브림리 / 킹스턴 로드 · 댄포스 로드 · 에글린턴 / 브림리 · 미들랜드 · 케네디역 | 버치마운트                                                             | - 평일 늦은 저녁, 주말 상시 운행 |
| 12C  | 킹스턴 로드              | Kingston Rd                         | 동   | 세인트클레어 애비뉴 / 바크딘힐스                                               | 서   | 빅토리아파크역                                                                       | 빅토리아파크역 · 빅토리아파크 / 댄포스 · 제럴드 · 빙햄 루프 · 킹스턴 로드 / 워든 · 버치마운트 · 브림리 / 킹스턴 로드 · 세인트클레어 / 바크딘힐스 | 버치마운트                                                             | - 평일 아침부터 이른 저녁까지 운행 |
| 12D  | 킹스턴 로드              | Kingston Rd                         | 동   | 토론토 대학교 스카버러 캠퍼스                                                  | 서   | 빅토리아파크역                                                                       | 빅토리아파크역 · 빅토리아파크 / 댄포스 · 제럴드 · 빙햄 루프 · 킹스턴 로드 / 워든 · 버치마운트 · 브림리 · 매코원 · 마컴 로드 · 에글린턴 · 길드우드 · 길드우드역 · 로렌스 · 센테니얼 대학교 모닝사이드 캠퍼스 · 토론토 대학교 스카버러 캠퍼스 | 버치마운트                                                             | - 평일 출퇴근 시간대에 운행 |
| 13A  | 애비뉴 로드              | Avenue Road                         | 북   | 에글린턴역                                                                     | 남   | 퀸스파크                                                                             | 에글린턴역 · 에글린턴 / 오리올 · 채플린 · 애비뉴 로드 / 세인트클레어 · 대번포트 · 뮤지엄역 · 호스킨 & 웰즐리 · 퀸스파크 (퀸스파크역 ) | 윌슨                                                                   | - 평일 출퇴근 시간대와 이른 저녁에, 주말 낮 시간대와 이른 저녁에 운행                                                                               |
| 13B  | 애비뉴 로드              | Avenue Road                         | 북   | 에글린턴역                                                                     | 남   | 제럴드 스트리트                                                                      | 에글린턴역 · 에글린턴 / 오리올 · 채플린 · 애비뉴 로드 / 세인트클레어 · 대번포트 · 뮤지엄역 · 호스킨 & 웰즐리 · 퀸스파크 (퀸스파크역 ) · 토론토 종합병원 | 윌슨                                                                   | - 평일 낮 시간대에 운행 |
| 14   | 글렌케언                 | Glencairn                           | 동   | 데이비스빌역                                                                   | 서   | 칼레도니아 로드                                                                      | 글렌케언 / 칼레도니아 · 더퍼린 · 글렌케언역 · 배서스트 · 배서스트 / 로즈론 · 채플린 / 에글린턴 · 오리올 · 데이비스빌역 | 마운트데니스                                                           | |
| 15   | 에반스                   | Evans                               | 동   | 로열요크역                                                                     | 서   | 셜웨이 가든스                                                                        | 셜웨이 가든스 · 에반스 / 브라운스 라인 · 이스트몰 · 키플링 · 이즐링턴 · 로열요크 · 로열요크 / 퀸스웨이 · 로열요크역 | 퀸스웨이                                                               | |
| 16   | 매코원                   | McCowan                             | 북   | 스카버러센터역                                                                 | 남   | 워든역                                                                               | 스카버러센터역 · 매코원 / 엘즈미어 · 로렌스 · 댄포스 로드 / 에글린턴 · 브림리 · 미들랜드 · 세인트클레어 / 케네디 · 버치마운트 · 워든역 | 버치마운트                                                             | |
| 17A  | 버치마운트               | Birchmount                          | 북   | 7번 고속도로                                                                   | 남   | 워든역                                                                               | 버치마운트 / 7번 · 엔터프라이즈 · 14번 · 데니슨 · 스틸즈 · 핀치 · 셰퍼드 · 엘즈미어 · 로렌스 · 에글린턴 · 세인트클레어 · 워든역 | 맥니콜                                                                 | - 평일 출퇴근 시간대에 운행 |
| 17B  | 버치마운트               | Birchmount                          | 북   | 스틸즈 애비뉴 윈터뮤트 블루버드 경유                                           | 남   | 워든역                                                                               | 버치마운트 / 스틸즈 · 핀치 · 셰퍼드 · 엘즈미어 · 로렌스 · 에글린턴 · 세인트클레어 · 워든역 | 맥니콜                                                                 | - 평일 출퇴근 시간대에 운행 |
| 17C  | 버치마운트               | Birchmount                          | 북   | 스틸즈 애비뉴 / 워든 애비뉴                                                    | 남   | 워든역                                                                               | 워든 / 스틸즈 · 버치마운트 / 스틸즈 · 핀치 · 셰퍼드 · 엘즈미어 · 로렌스 · 에글린턴 · 세인트클레어 · 워든역 | 맥니콜                                                                 | - 평일 출퇴근 시간대를 제외한 나머지 시간대에 운행                                                                                                  |
| 19   | 베이                     | Bay                                 | 북   | 대번포트 / 듀폰트                                                              | 남   | 유니언역                                                                             | 대번포트 / 듀폰트 · 대번포트 / 애비뉴 로드 · 베이역 · 베이 / 웰즐리 · 칼리지 · 던다스 · 퀸 · 킹 · 유니언역 | 버치마운트                                                             | |
| 20   | 클리프사이드             | Cliffside                           | 동   | 케네디역                                                                       | 서   | 메인 스트리트역                                                                      | 메인 스트리트역 · 댄포스 애비뉴 / 도스 · 빅토리아파크 · 댄포스 로드 · 워든 · 버치마운트 · 버치마운트 / 하이뷰 · 파크 / 미들랜드 (킹스턴 로드) · 스카버러역 · 미들랜드 / 댄포스 로드 · 케네디역 | 버치마운트                                                             | |
| 21   | 브림리                   | Brimley                             | 북   | 스틸즈 애비뉴 스카버러센터역 경유                                              | 남   | 케네디역 스카버러센터역 경유                                                         | 브림리 / 스틸즈 · 맥니콜 · 핀치 · 헌팅우드 · 셰퍼드 · 프로그레스 · 스카버러센터역 · 브림리 / 엘즈미어 · 로렌스 · 에글린턴 · 케네디역 | 맬번                                                                   | |
| 22   | 콕스웰                   | Coxwell                             | 북   | 콕스웰역                                                                       | 남   | 퀸 스트리트 이스트                                                                   | 콕스웰역 · 콕스웰 / 제럴드 · 퀸 | 버치마운트                                                             | - 매일 최대 10분 간격 운행 |
| 23   | 도스                     | Dawes                               | 북   | 세인트클레어 애비뉴                                                            | 남   | 메인 스트리트역                                                                      | 메인 스트리트역 · 도스 / 댄포스 애비뉴 · 크레센트타운 · 렉슬리 / 세인트클레어 · 세인트클레어 / 빅토리아파크 | 버치마운트                                                             | |
| 24A  | 빅토리아파크             | Victoria Park                       | 북   | 스틸즈 애비뉴                                                                  | 남   | 빅토리아파크역                                                                       | 빅토리아파크 / 스틸즈 · 핀치 · 셰퍼드 · 파크우즈빌리지 & 엘즈미어 · 로렌스 · 에글린턴 · 세인트클레어 · 빅토리아파크역 | 버치마운트                                                             | - 매일 최대 10분 간격 운행 |
| 24B  | 빅토리아파크             | Victoria Park                       | 북   | 돈밀스역 컨슈머스 로드 경유                                                    | 남   | 빅토리아파크역 컨슈머스 로드 경유                                                    | 돈밀스역 · 셰퍼드 / 브라이언 & 컨슈머스 · 컨슈머스 로드 250/251번지 · 빅토리아파크 / 컨슈머스 & 메도우에이커스 · 파크우즈빌리지 & 엘즈미어 · 로렌스 · 에글린턴 · 세인트클레어 · 빅토리아파크역 | 버치마운트                                                             | - 평일 낮 시간대에 운행 |
| 25A  | 돈밀스                   | Don Mills                           | 북   | 스틸즈 애비뉴 돈밀스역 경유                                                    | 남   | 브로드뷰역 돈밀스역 경유                                                             | 돈밀스 / 스틸즈 · 핀치 · 돈밀스역 · 요크밀스 · 로렌스 · 에글린턴 · 오벌리 & 게이트웨이 · 오벌리 / 손클리프파크 · 밀우드 / 오벌리 · 페이프 / 오코너 · 브로드뷰 / 코스번 · 몰티머 · 브로드뷰역 | 에글린턴                                                               | - 평일 저녁과 주말 상시 운행 - 최대 10분 간격 운행 - 2024년 5월 12일부터 온타리오선 공사로 브로드뷰역에 임시 종착                                   |
| 25B  | 돈밀스                   | Don Mills                           | 북   | 돈밀스역                                                                       | 남   | 브로드뷰역                                                                           | 돈밀스역 · 요크밀스 · 로렌스 · 에글린턴 · 오벌리 & 게이트웨이 · 오벌리 / 손클리프파크 · 밀우드 / 오벌리 · 페이프 / 오코너 · 브로드뷰 / 코스번 · 몰티머 · 브로드뷰역 | 에글린턴                                                               | - 평일 출근 시간대부터 퇴근 시간대까지 운행 - 최대 10분 간격 운행 - 2024년 5월 12일부터 온타리오선 공사로 브로드뷰역에 임시 종착                    |
| 25C  | 돈밀스                   | Don Mills                           | 북   | 스틸즈 애비뉴                                                                  | 남   | 돈밀스역                                                                             | 돈밀스 / 스틸즈 · 맥니콜 · 핀치 · 밴혼 · 돈밀스역 | 에글린턴                                                               | - 평일 출근 시간대부터 퇴근 시간대까지 운행 - 최대 10분 간격 운행                                                                                   |
| 26   | 듀폰트                   | Dupont                              | 동   | 세인트조지역                                                                   | 서   | 제인역                                                                               | 제인역 · 제인 / 애네트 · 애네트 / 러니미드 · 하이파크 · 킬 · 던다스 · 듀폰트 / 랜즈다운 · 더퍼린 · 오싱턴 · 크리스티 · 배서스트 · 스파다이나 · 베드퍼드 · 세인트조지역 | 퀸스웨이                                                               | |
| 28   | 베이뷰 사우스            | Bayview South                       | 동   | 에버그린 브릭 웍스                                                             | 서   | 데이비스빌역                                                                         | 데이비스빌역 · 데이비스빌 / 마운트플레전트 · 베이뷰 · 베이뷰 / 무어 & 서덜랜드 · 에버그린 브릭 웍스 | 에글린턴                                                               | |
| 29A  | 더퍼린                   | Dufferin                            | 북   | 윌슨역                                                                         | 남   | 엑시비션 플레이스 (더퍼린 게이트)                                                    | 윌슨역 · 요크데일 쇼핑센터 · 더퍼린 / 윌슨 · 로렌스 · 에글린턴 · 세인트클레어 · 듀폰트 · 더퍼린역 · 더퍼린 몰 · 칼리지 · 던다스 · 퀸 · 킹 · 더퍼린 게이트 루프 | 마운트데니스                                                           | - 가을과 겨울: 평일 점심 시간대와 저녁, 토, 일, 공휴일 저녁 - 봄과 여름: 매일 상시 운행 - 최대 10분 간격 운행                                       |
| 29C  | 더퍼린                   | Dufferin                            | 북   | 윌슨역                                                                         | 남   | 엑시비션 플레이스 (프린시스 게이트)                                                  | 윌슨역 · 요크데일 쇼핑센터 · 더퍼린 / 윌슨 · 로렌스 · 에글린턴 · 세인트클레어 · 듀폰트 · 더퍼린역 · 더퍼린 몰 · 칼리지 · 던다스 · 퀸 · 킹 · 더퍼린 게이트 루프 · 엑시비션역 · 프린시스 게이트 | 마운트데니스                                                           | - 가을과 겨울: 평일 출퇴근 시간대와 토, 일, 공휴일 낮 시간대에 운행 - 봄과 여름: 미운행 - 최대 10분 간격 운행                                       |
| 30   | 하이파크 노스            | High Park North                     | 북   | 러니미드 / 던다스                                                              | 남   | 하이파크역                                                                           | 러니미드 / 던다스 · 하이파크 / 던다스 · 하이파크역 | 퀸스웨이                                                               | |
| 31   | 그린우드                 | Greenwood                           | 북   | 콕스웰역                                                                       | 남   | 퀸 스트리트                                                                          | 콕스웰역 · 그린우드역 · 그린우드 / 제럴드 · 퀸 | 버치마운트                                                             | - 매일 상시 운행 |
| 32A  | 에글린턴 웨스트          | Eglinton West                       | 동   | 에글린턴역 에글린턴 웨스트역 경유                                              | 서   | 렌포스역 에글린턴 웨스트역 경유                                                      | 렌포스역 · 에글린턴 / 렌포스 · 이스트몰 · 마틴그로브 · 키플링 · 이즐링턴 · 로열요크 · 스칼렛 · 제인 · 웨스턴 · 킬 · 칼레도니아 · 더퍼린 · 오크우드 · 말리 · 에글린턴 웨스트역 · 배서스트 · 스파다이나 로드 · 채플린 · 애비뉴 로드 · 오리올 · 에글린턴역 | 마운트데니스                                                           | - 매일 최대 10분 간격으로 운행 |
| 32C  | 에글린턴 웨스트          | Eglinton West                       | 동   | 에글린턴역 에글린턴 웨스트역 경유                                              | 서   | 제인 / 로렌스 에글린턴 웨스트역 경유                                                 | 제인 / 로렌스 · 트레튜이 / 토드 베일리스 · 에글린턴 / 킬 · 칼레도니아 · 더퍼린 · 오크우드 · 말리 · 에글린턴 웨스트역 · 배서스트 · 스파다이나 로드 · 채플린 · 애비뉴 로드 · 오리올 · 에글린턴역 | 마운트데니스                                                           | |
| 32D  | 에글린턴 웨스트          | Eglinton West                       | 동   | 에글린턴역 에글린턴 웨스트역 경유                                              | 서   | 제인 / 에메트 에글린턴 웨스트역 경유                                                 | 제인 / 에메트 · 에글린턴 / 제인 · 웨스턴 · 킬 · 칼레도니아 · 더퍼린 · 오크우드 · 말리 · 에글린턴 웨스트역 · 배서스트 · 스파다이나 로드 · 채플린 · 애비뉴 로드 · 오리올 · 에글린턴역 | 마운트데니스                                                           | |
| 33   | 포레스트힐               | Forest Hill                         | 북   | 로즈론 애비뉴 (에글린턴 애비뉴)                                                | 남   | 세인트클레어 웨스트역                                                                | 에글린턴 / 베스타 · 로즈론 / 배서스트 · 스파다이나 로드 / 에글린턴 · 세인트클레어 · 세인트클레어 웨스트역 | 윌슨                                                                   | |
| 34A  | 에글린턴 이스트          | Eglinton East                       | 동   | 케네디역                                                                       | 서   | 에글린턴역                                                                           | 에글린턴역 · 에글린턴 / 베이뷰 · 레이어드 · 레슬리 · 돈밀스 · DVP · 버몬지 & 슬로언 · 빅토리아파크 · 파머시 · 워든 · 버치마운트 · 케네디역 | 에글린턴                                                               | |
| 34B  | 에글린턴 이스트          | Eglinton East                       | 동   | 케네디역                                                                       | 서   | 돈밀스 / 윈포드                                                                      | 돈밀스 / 윈포드 · 콩코드 플레이스 · 윈포드 / 에글린턴 · 에글린턴 / 버몬지 & 슬로언 · 빅토리아파크 · 파머시 · 워든 · 버치마운트 · 케네디역 | 에글린턴                                                               | - 토요일에 부수적으로 운행 |
| 34C  | 에글린턴 이스트          | Eglinton East                       | 동   | 플레밍던파크 (스팬브릿지 로드 / 그레노블 드라이브)                             | 서   | 에글린턴역                                                                           | 에글린턴역 · 에글린턴 / 베이뷰 · 레이어드 · 레슬리 · 돈밀스 · 콩코드 플레이스 · 윈포드 / 에글린턴 · 스팬브릿지 / 그레노블 | 에글린턴                                                               | |
| 35A  | 제인                     | Jane                                | 북   | 파이어니어빌리지역                                                             | 남   | 제인역                                                                               | 파이어니어빌리지역 · 제인 / 스틸즈 · 핀치 · 셰퍼드 · 윌슨 · 로렌스 · 웨스턴 · 에글린턴 · 세인트클레어 · 던다스 · 제인역 | 마운트데니스                                                           | - 매일 최대 10분 간격으로 운행 |
| 35B  | 제인                     | Jane                                | 북   | 파이어니어빌리지역 헐마 드라이브 경유                                          | 남   | 제인역 헐마 드라이브 경유                                                            | 파이어니어빌리지역 · 스틸즈 / 제인 · 헐마 드라이브 · 핀치 · 셰퍼드 · 윌슨 · 로렌스 · 웨스턴 · 에글린턴 · 세인트클레어 · 던다스 · 제인역 | 마운트데니스                                                           | - 평일 출퇴근 시간대에 운행 |
| 36   | 핀치 웨스트              | Finch West                          | 동   | 핀치역 핀치 웨스트역 경유                                                      | 서   | 험버우드 블루버드 핀치 웨스트역 경유                                                 | 험버우드 루프 · 험버 대학 BT · 핀치 / 마틴그로브 · 키플링 · 이즐링턴 · 웨스턴 · 제인 · 핀치 웨스트역 · 더퍼린 · 배서스트 · 핀치역 | 애로우 로드                                                            | - 평일 늦은 저녁과 주말 저녁에 운행 |
| 36A  | 핀치 웨스트              | Finch West                          | 동   | 핀치 웨스트역                                                                  | 서   | 험버우드 블루버드                                                                    | 험버우드 루프 · 험버 대학 BT · 핀치 / 마틴그로브 · 키플링 · 이즐링턴 · 웨스턴 · 제인 · 핀치 웨스트역 | 애로우 로드                                                            | - 다른 지선과 더불어 최대 10분 간격 운행 |
| 36B  | 핀치 웨스트              | Finch West                          | 동   | 핀치역                                                                         | 서   | 핀치 웨스트역                                                                        | 핀치 웨스트역 · 핀치 / 더퍼린 · 배서스트 · 핀치역 | 애로우 로드                                                            | - 다른 지선과 더불어 최대 10분 간격 운행 |
| 36D  | 핀치 웨스트              | Finch West                          | 동   | 핀치 웨스트역                                                                  | 서   | 웨스턴 로드 및 밀밴 드라이브                                                         | 핀치 / 웨스턴 · 토요크 드라이브 · 밀밴 드라이브 · 핀치 / 웨스턴 · 제인 · 핀치 웨스트역 | 애로우 로드                                                            | - 평일 출퇴근 시간대에 운행 - 다른 지선과 더불어 최대 10분 간격 운행                                                                                |
| 36F  | 핀치 웨스트              | Finch West                          | 동   | 핀치 웨스트역                                                                  | 서   | 웨스턴 로드 및 밀밴 드라이브 펜마 드라이브 경유                                      | 핀치 / 웨스턴 · 펜마 드라이브 · 토요크 드라이브 · 밀밴 드라이브 · 핀치 / 웨스턴 · 제인 · 핀치 웨스트역 | 애로우 로드                                                            | - 평일 출퇴근 시간대에 운행 - 다른 지선과 더불어 최대 10분 간격 운행                                                                                |
| 37A  | 이즐링턴                 | Islington                           | 북   | 우드바인 경마장 및 험버우드 블루버드 렉스데일 블루버드 경유                    | 남   | 이즐링턴역                                                                           | 험버우드 루프 · 렉스데일 / 험버우드 · 우드바인 경마장 · 우드바인 센터 · 렉스데일 / 마틴그로브 · 키플링 · 이즐링턴 · 이즐링턴 / 딕슨 · 에글린턴 · 래스번 · 던다스 · 이즐링턴역 | 퀸스웨이                                                               | |
| 37B  | 이즐링턴                 | Islington                           | 북   | 스틸즈 애비뉴                                                                  | 남   | 이즐링턴역                                                                           | 이즐링턴 / 스틸즈 · 핀치 · 알비온 · 엠허스트 · 렉스데일 · 딕슨 · 에글린턴 · 래스번 · 던다스 · 이즐링턴역 | 퀸스웨이                                                               | |
| 38   | 하이랜드크리크           | Highland Creek                      | 동   | 루지힐역                                                                       | 서   | 케네디역                                                                             | 케네디역 · 로렌스 · 엘즈미어 · 스카버러센터역 · 엘즈미어 / 매코원 · 벨라미 · 마컴 로드 · 센테너리 병원 · 모닝사이드 · 밀리터리 트레일 DRT · 토론토 대학교 스카버러 캠퍼스 · 킹스턴 로드 · 로슨 / 포트유니언 · 포트유니언 / 로렌스 · 루지힐역 | 맬번                                                                   | |
| 38B  | 하이랜드크리크           | Highland Creek                      | 동   | 토론토 대학교 스카버러 캠퍼스                                                  | 서   | 케네디역                                                                             | 케네디역 · 로렌스 · 엘즈미어 · 스카버러센터역 · 엘즈미어 / 매코원 · 벨라미 · 마컴 로드 · 센테너리 병원 · 모닝사이드 · 밀리터리 트레일 DRT · 토론토 대학교 스카버러 캠퍼스 | 맬번                                                                   | - 평일 낮 시간대에 운행 |
| 39A  | 핀치 이스트              | Finch East                          | 동   | 닐슨 로드                                                                      | 서   | 핀치역                                                                               | 핀치역 · 베이뷰 · 올드커머역 · 레슬리 · 돈밀스 · 세네카 대학 · 빅토리아파크 · 워든 · 케네디 · 미들랜드 · 브림리 · 매코원 · 마컴 로드 · 탭스콧 · 닐슨 | 맥니콜                                                                 | |
| 39B  | 핀치 이스트              | Finch East                          | 동   | 올드핀치 애비뉴                                                                | 서   | 핀치역                                                                               | 핀치역 · 베이뷰 · 올드커머역 · 레슬리 · 돈밀스 · 세네카 대학 · 빅토리아파크 · 워든 · 케네디 · 미들랜드 · 브림리 · 매코원 · 마컴 로드 · 탭스콧 · 닐슨 · 모닝사이드 · 올드핀치 / 모닝뷰 | 맥니콜                                                                 | |
| 39C  | 핀치 이스트              | Finch East                          | 동   | 빅토리아파크 / 고든 베이커                                                     | 서   | 핀치역                                                                               | 핀치역 · 베이뷰 · 올드커머역 · 레슬리 · 돈밀스 · 세네카 대학 · 빅토리아파크 · 빅토리아파크 / 맥니콜 · 고든베이커 · 맥니콜 / 빅토리아파크 | 맥니콜                                                                 | - 평일 출퇴근 시간대에 운행 |
| 40A  | 정션-던다스 웨스트       | Junction-Dundas West                | 동   | 던다스 웨스트역                                                                | 서   | 키플링역                                                                             | 키플링역 · 코도바 / 던다스 · 던다스 / 이즐링턴 · 로열요크 · 스칼렛 · 제인 · 러니미드 · 킬 · 애니트 & 듀폰트 · 던다스 웨스트역 | 퀸스웨이                                                               | |
| 40B  | 정션-던다스 웨스트       | Junction-Dundas West                | 동   | 던다스 웨스트역                                                                | 서   | 제인 스트리트 / 세인트클레어 애비뉴                                                  | 세인트클레어 / 제인 · 러니미드 / 세인트클레어 · 던다스 / 러니미드 · 킬 · 애니트 & 듀폰트 · 던다스 웨스트역 | 퀸스웨이                                                               | |
| 41   | 킬                       | Keele                               | 북   | 파이어니어빌리지역                                                             | 남   | 킬역                                                                                 | 파이어니어빌리지역 · 요크 대학교 · 핀치 웨스트역 · 킬 / 르페이지 · 그랜드래빈 · 셰퍼드 · 다운즈뷰파크 · 캘빙턴 · 윌슨 · 401번 고속도로 · 로렌스 · 에글린턴 · 인그램 · 세인트클레어 · 웨스트토론토 · 던다스 · 애네트 · 던다스 웨스트역 | 마운트데니스                                                           | |
| 42A  | 커머                     | Cummer                              | 동   | 미들필드 로드                                                                  | 서   | 핀치역                                                                               | 핀치역 · 커머 / 영 · 베이뷰 · 레슬리 · 맥니콜 / 돈밀스 · 빅토리아파크 · 워든 · 버치마운트 · 케네디 · 미들랜드 · 브림리 · 매코원 · 미들필드 · 패스모어 / 다이내믹 | 맥니콜                                                                 | |
| 43A  | 케네디                   | Kennedy                             | 북   | 스틸즈 애비뉴                                                                  | 남   | 케네디역                                                                             | 케네디 / 스틸즈 · 밀리켄역 · 스틸즈 / 미들랜드 · 케네디 / 맥니콜 · 핀치 · 헌팅우드 · 셰퍼드 (에이진코트역 ) · 엘즈미어 · 로렌스 · 케네디역 | 맥니콜                                                                 | - 매일 최대 10분 간격으로 운행 |
| 43B  | 케네디                   | Kennedy                             | 북   | 스카버러센터역 프로그레스 애비뉴 경유                                          | 남   | 케네디역                                                                             | 스카버러센터역 · 프로그레스 / 브림리 · 미들랜드 · 케네디 / 엘즈미어 · 로렌스 · 케네디역 | 맥니콜                                                                 | - 매일 아침부터 이른 저녁까지 운행 |
| 43C  | 케네디                   | Kennedy                             | 북   | 빌리지 그린 스퀘어                                                             | 남   | 케네디역                                                                             | 빌리지 그린 스퀘어 · 케네디 / 엘즈미어 · 로렌스 · 케네디역 | 맥니콜                                                                 | - 평일 출퇴근 시간대에 운행 |
| 44   | 키플링 사우스            | Kipling South                       | 북   | 키플링역                                                                       | 남   | 레이크쇼어 블루버드                                                                  | 키플링역 · 키플링 / 퀸스웨이 · 에반스 · 호너 · 레이크쇼어 · 험버 대학 레이크쇼어 캠퍼스 · 콜로넬 새뮤얼 스미스 공원 | 퀸스웨이                                                               | - 매일 최대 10분 간격으로 운행 |
| 45A  | 키플링                   | Kipling                             | 북   | 스틸즈 애비뉴                                                                  | 남   | 키플링역                                                                             | 키플링 / 스틸즈 · 핀치 · 알비온 · 웨스트험버 & 브루크미어 · 렉스데일 · 이토비코 노스역 · 딕슨 · 에글린턴 · 래스번 · 번햄소프 · 블루어 · 키플링역 | 마운트데니스                                                           | - 다른 지선과 더불어 매일 최대 10분 간격으로 운행                                                                                                   |
| 45B  | 키플링                   | Kipling                             | 북   | 칼링뷰 드라이브 벨필드 로드 경유                                               | 남   | 키플링역                                                                             | 애트웰 / 디스코 · 디스코 / 칼링뷰 · 벨필드 / 27번 · 마틴그로브 · 이토비코 노스역 · 키플링 / 딕슨 · 에글린턴 · 래스번 · 번햄소프 · 블루어 · 키플링역 | 마운트데니스                                                           | - 평일 출퇴근 시간대에 운행 |
| 46   | 마틴그로브               | Martin Grove                        | 북   | 스틸즈 애비뉴                                                                  | 남   | 키플링역                                                                             | 마틴그로브 / 스틸즈 · 알비온 · 핀치 · 존 갈랜드 · 머큐리 & 웨스트험버 · 렉스데일 · 벨필드 · 딕슨 · 에글린턴 · 래스번 / 키플링 · 키플링 / 번햄소프 · 블루어 · 키플링역 | 퀸스웨이                                                               | |
| 47A  | 랜즈다운                 | Lansdowne                           | 북   | 세인트클레어 애비뉴                                                            | 남   | 퀸 스트리트                                                                          | 랜즈다운 / 세인트클레어 · 대번포트 · 듀폰트 · 랜즈다운역 · 칼리지 · 던다스 · 퀸 | 윌슨                                                                   | - 매일 최대 10분 간격 운행 |
| 47B  | 랜즈다운                 | Lansdowne                           | 북   | 요크데일역 칼레도니아 로드 및 브릿지랜드 애비뉴 경유                           | 남   | 퀸 스트리트 브릿지랜드 애비뉴 및 칼레도니아 로드 경유                                | 요크데일역 · 브릿지랜드 / 더퍼린 · 칼레도니아 · 칼레도니아 / 로렌스 · 글렌케언 · 에글린턴 · 로저스 · 세인트클레어 · 세인트클레어 / 랜즈다운 · 랜즈다운 / 대번포트 · 듀폰트 · 랜즈다운역 · 칼리지 · 던다스 · 퀸 | 윌슨                                                                   | |
| 47C  | 랜즈다운                 | Lansdowne                           | 북   | 요크데일역 칼레도니아 로드 및 오퍼스 로드 경유                                 | 남   | 퀸 스트리트 오퍼스 로드 및 칼레도니아 로드 경유                                      | 요크데일역 · 오퍼스 / 더퍼린 · 칼레도니아 · 칼레도니아 / 로렌스 · 글렌케언 · 에글린턴 · 로저스 · 세인트클레어 · 세인트클레어 / 랜즈다운 · 랜즈다운 / 대번포트 · 듀폰트 · 랜즈다운역 · 칼리지 · 던다스 · 퀸 | 윌슨                                                                   | - 평일 출퇴근 시간대에 운행 |
| 48   | 래스번                   | Rathburn                            | 동   | 로열요크역                                                                     | 서   | 래스번 로드 / 밀 로드                                                                | 래스번 / 밀 로드 · 렌포스 · 웨스트몰 · 이스트몰 · 키플링 · 이즐링턴 · 앵글지 / 로열요크 · 로열요크 / 던다스 · 로열요크역 | 퀸스웨이                                                               | |
| 48A  | 래스번                   | Rathburn                            | 동   | 로열요크역                                                                     | 서   | 세인트조셉 고등학교                                                                  | 세인트조셉 고등학교 · 래스번 / 렌포스 · 웨스트몰 · 이스트몰 · 키플링 · 이즐링턴 · 앵글지 / 로열요크 · 로열요크 / 던다스 · 로열요크역 | 퀸스웨이                                                               | - 평일 등하교 시간에 학교를 오가는 스쿨버스로, 여름에는 운행하지 않는다.                                                                            |
| 49   | 블루어 웨스트            | Bloor West                          | 동   | 키플링역                                                                       | 서   | 마크랜드 / 블루어                                                                    | 마크랜드 / 블루어 · 블루어 / 웨스트몰 · 이스트몰 · 키플링역 | 퀸스웨이                                                               | |
| 50   | 번햄소프                 | Burnhamthorpe                       | 동   | 이즐링턴역                                                                     | 서   | 밀 로드                                                                              | 번햄소프 / 밀 로드 · 웨스트몰 · 이스트몰 · 키플링 · 던다스 · 이즐링턴역 | 퀸스웨이                                                               | |
| 51   | 레슬리                   | Leslie                              | 북   | 스틸즈 애비뉴 레슬리역 방면                                                    | 남   | 에글린턴역 레슬리역 방면                                                             | 스틸즈 / 돈밀스 · 레슬리 / 스틸즈 · 커머 & 맥니콜 · 올드커머역 · 핀치 · 레슬리역 · 노스요크 종합병원 · 오리올역 · 요크밀스 · 로렌스 · 에글린턴 · 에글린턴 / 레이어드 · 베이뷰 · 에글린턴역 | 맥니콜                                                                 | |
| 52A  | 로렌스 웨스트            | Lawrence West                       | 동   | 로렌스역 로렌스 웨스트역 경유                                                  | 서   | 토론토 피어슨 국제공항 로렌스 웨스트역 및 딕슨 로드 경유                             | 제트라이너 / 에어포트 BT · 피어슨 공항 제1터미널 BT · 제3터미널 · 딕슨 / 칼링뷰 · 딕슨 / 마틴그로브 · 키플링 · 이즐링턴 · 로열요크 & 세인트필립스 · 로렌스 / 스칼렛 · 웨스턴역 · 제인 · 킬 · 더퍼린 · 로렌스 웨스트역 · 배서스트 · 애비뉴 로드 · 로렌스역 | 애로우 로드                                                            | - 다른 지선과 더불어 매일 최대 10분 간격으로 운행                                                                                                   |
| 52B  | 로렌스 웨스트            | Lawrence West                       | 동   | 로렌스역 로렌스 웨스트역 경유                                                  | 서   | 웨스트우드 몰 로렌스 웨스트역 및 딕슨 로드 경유                                      | 웨스트우드 몰 BT · 에어포트 / 모닝스타 BT · 인터내셔널 센터 BT (맬튼역 ) · 제트라이너 BT · 딕슨 / 칼링뷰 · 딕슨 / 마틴그로브 · 키플링 · 이즐링턴 · 로열요크 & 세인트필립스 · 로렌스 / 스칼렛 · 웨스턴역 · 제인 · 킬 · 더퍼린 · 로렌스 웨스트역 · 배서스트 · 애비뉴 로드 · 로렌스역 | 애로우 로드                                                            | - 평일 상시 운행 |
| 52D  | 로렌스 웨스트            | Lawrence West                       | 동   | 로렌스역 로렌스 웨스트역 경유                                                  | 서   | 맥노튼 애비뉴 로렌스 웨스트역 및 딕슨 로드 경유                                      | 맥노튼 애비뉴 · 인터내셔널 센터 BT (맬튼역 ) · 제트라이너 BT · 딕슨 / 칼링뷰 · 딕슨 / 마틴그로브 · 키플링 · 이즐링턴 · 로열요크 & 세인트필립스 · 로렌스 / 스칼렛 · 웨스턴역 · 제인 · 킬 · 더퍼린 · 로렌스 웨스트역 · 배서스트 · 애비뉴 로드 · 로렌스역 | 애로우 로드                                                            | - 주말, 공휴일 상시 운행 |
| 52F  | 로렌스 웨스트            | Lawrence West                       | 동   | 로렌스역 로렌스 웨스트역 경유                                                  | 서   | 로열요크 로드 로렌스 웨스트역 경유                                                   | 로렌스 / 로열요크 · 스칼렛 · 웨스턴역 · 제인 · 킬 · 더퍼린 · 로렌스 웨스트역 · 배서스트 · 애비뉴 로드 · 로렌스역 | 애로우 로드                                                            | - 2024년 3월 31일부터 로렌스 웨스트역 공사로 운행 중단. 52G번 대신 이용.                                                                            |
| 52G  | 로렌스 웨스트            | Lawrence West                       | 동   | 서니브루크 병원                                                                | 서   | 마틴그로브 로드 웨스트웨이 경유                                                      | 웨스트웨이 / 마틴그로브 · 키플링 · 이즐링턴 · 로렌스 / 로열요크 · 스칼렛 · 웨스턴역 · 제인 · 킬 · 더퍼린 · 로렌스 웨스트역 · 배서스트 · 애비뉴 로드 · 로렌스역 · 마운트플레전트 · 베이뷰 · 서니브루크 병원 | 애로우 로드                                                            | - 2024년 3월 31일부터 로렌스 웨스트역 공사로 동부 종점이 서니브루크 병원까지 연장                                                                   |
| 53A  | 스틸즈 이스트            | Steeles East                        | 동   | 스테인즈 로드                                                                  | 서   | 핀치역                                                                               | 핀치역 · 영 / 커머 & 드루리 · 스틸즈 · 스틸즈 / 베이뷰 · 레슬리 · 돈밀스 · 빅토리아파크 · 워든 · 버치마운트 · 케네디 · 밀리켄역 · 미들랜드 · 브림리 · 매코원 · 미들필드 · 마컴 로드 · 모닝사이드 / 스테인즈 | 맥니콜                                                                 | - 평일 늦은 저녁과 주말, 공휴일 저녁에 운행 - 다른 지선과 더불어 매일 최대 10분 간격 운행                                                           |
| 53B  | 스틸즈 이스트            | Steeles East                        | 동   | 마컴 로드                                                                      | 서   | 핀치역                                                                               | 핀치역 · 영 / 커머 & 드루리 · 스틸즈 · 스틸즈 / 베이뷰 · 레슬리 · 돈밀스 · 빅토리아파크 · 워든 · 버치마운트 · 케네디 · 밀리켄역 · 미들랜드 · 브림리 · 매코원 · 미들필드 · 마컴 로드 · 아마존 스카버러 물류센터 · 마컴 / 스틸즈 | 맥니콜                                                                 | |
| 54A  | 로렌스 웨스트            | Lawrence West                       | 동   | 스타스프레이 블루버드 로렌스 이스트역 경유                                     | 서   | 에글린턴역 로렌스 이스트역 경유                                                      | 에글린턴역 · 에글린턴 / 마운트플레전트 · 베이뷰 · 레이어드 · 레슬리 · 레슬리 / 로렌스 · 로렌스 / 돈밀스 · 레일사이드 & 언더힐 · 빅토리아파크 · 파머시 · 워든 · 버치마운트 · 케네디 · 로렌스 이스트역 · 미들랜드 · 브림리 · 매코원 · 벨라미 · 마컴 로드 · 킹스턴 로드 · 모닝사이드 · 포트유니언 · 루지힐역 · 스타스프레이 루프 | 에글린턴                                                               | - 다른 지선과 더불어 매일 최대 10분 간격 운행 |
| 54B  | 로렌스 웨스트            | Lawrence West                       | 동   | 올튼파크 로드 로렌스 이스트역 경유                                             | 서   | 에글린턴역 로렌스 이스트역 경유                                                      | 에글린턴역 · 에글린턴 / 마운트플레전트 · 베이뷰 · 레이어드 · 레슬리 · 레슬리 / 로렌스 · 로렌스 / 돈밀스 · 레일사이드 & 언더힐 · 빅토리아파크 · 파머시 · 워든 · 버치마운트 · 케네디 · 로렌스 이스트역 · 미들랜드 · 브림리 · 매코원 · 벨라미 · 마컴 로드 · 브리몰튼 / 올튼파크 | 에글린턴                                                               | |
| 55   | 워런파크                 | Warren Park                         | 북   | 워런파크                                                                       | 남   | 제인역                                                                               | 언더우드 / 버시티 · 던다스 / 스칼렛 · 제인 · 제인역 | 퀸스웨이                                                               | |
| 56A  | 리사이드                 | Leaside                             | 북   | 에글린턴역                                                                     | 남   | 던랜즈역                                                                             | 에글린턴역 · 에글린턴 / 베이뷰 · 레이어드 · 레이어드 / 사우스베일 & 캔바코 · 리사이드 / 페이프 & 던랜즈 · 던랜즈 / 오코너 · 던랜즈역 | 에글린턴                                                               | |
| 57   | 미들랜드                 | Midland                             | 북   | 스틸즈 애비뉴                                                                  | 남   | 케네디역                                                                             | 밀리켄역 · 스틸즈 / 미들랜드 · 미들랜드 / 패스모어 · 맥니콜 · 핀치 · 셰퍼드 (에이진코트역 ) · 프로그레스 · 미들랜드역 · 엘즈미어 · 로렌스 · 에글린턴 · 케네디역 | 맥니콜                                                                 | |
| 59A  | 메이플리프               | Maple Leaf                          | 동   | 로렌스 웨스트역 처치 스트리트 및 벤튼 로드/컬포드 로드 경유                    | 서   | 웨스턴 로드 벤튼 로드/컬포드 로드 및 개리 드라이브 경유                              | - 메이플리프 / 제인 → 오크 / 웨스턴 → 처치 / 웨스턴 → 메이플리프 / 제인 메이플리프 / 제인 · 컬포드 / 메이플리프 · 로렌스 · 걸리버 / 킬 · 로렌스 / 칼레도니아 · 더퍼린 · 로렌스 웨스트역 | 윌슨                                                                   | |
| 59B  | 메이플리프               | Maple Leaf                          | 동   | 로렌스 웨스트역 개리 드라이브 및 벤튼 로드/컬포드 로드 경유                    | 서   | 웨스턴 로드 벤튼 로드/컬포드 로드 및 처치 스트리트 경유                              | - 메이플리프 / 제인 → 처치 / 웨스턴 → 오크 / 웨스턴 → 메이플리프 / 제인 메이플리프 / 제인 · 컬포드 / 메이플리프 · 로렌스 · 걸리버 / 킬 · 로렌스 / 칼레도니아 · 더퍼린 · 로렌스 웨스트역 | 윌슨                                                                   | |
| 60A  | 스틸즈 웨스트            | Steeles West                        | 동   | 핀치역                                                                         | 서   | 파이어니어빌리지역                                                                   | 파이어니어빌리지역 · 스틸즈 / 킬 · 더퍼린 · 블랙호크 & 웨스트민스터 · 배서스트 · 힐다 · 영 · 영 / 드루리 & 커머 · 핀치역 | 윌슨                                                                   | - 다른 지선과 더불어 매일 최대 10분 간격 운행 |
| 60B  | 스틸즈 웨스트            | Steeles West                        | 동   | 핀치역 파이어니어빌리지역 경유                                                 | 서   | 마틴그로브 로드 파이어니어빌리지역 경유                                              | 스틸즈 / 마틴그로브 · 키플링 · 이즐링턴 · 파인밸리 · 웨스턴 · 제인 · 파이어니어빌리지역 · 킬 · 더퍼린 · 블랙호크 & 웨스트민스터 · 배서스트 · 영 · 영 / 드루리 & 커머 · 핀치역 | 윌슨                                                                   | - 평일 늦은 저녁, 토요일 저녁, 일요일과 공휴일에 상시 운행                                                                                          |
| 60D  | 스틸즈 웨스트            | Steeles West                        | 동   | 핀치역 파이어니어빌리지역 경유                                                 | 서   | 27번 고속도로 파이어니어빌리지역 경유                                                | 시그널힐 / 스틸즈 BT · 스틸즈 / 27번 · 마틴그로브 · 키플링 · 이즐링턴 · 파인밸리 · 웨스턴 · 제인 · 파이어니어빌리지역 · 킬 · 더퍼린 · 블랙호크 & 웨스트민스터 · 배서스트 · 영 · 영 / 드루리 & 커머 · 핀치역 | 윌슨                                                                   | - 토요일 낮 시간대에 운행 |
| 61   | 애비뉴 로드 노스         | Avenue Road North                   | 북   | 401번 고속도로                                                                 | 남   | 에글린턴역                                                                           | 애비뉴 로드 / 봄베이 · 윌슨 · 로렌스 · 에글린턴 · 에글린턴역 | 윌슨                                                                   | |
| 62   | 몰티머                   | Mortimer                            | 동   | 메인 스트리트역                                                                | 서   | 브로드뷰역                                                                           | 브로드뷰역 · 브로드뷰 / 포터리 & 몰티머 · 몰티머 / 페이프 · 던랜즈 · 그린우드 · 콕스웰 · 우드바인 · 메인 스트리트역 | 버치마운트                                                             | |
| 63A  | 오싱턴                   | Ossington                           | 북   | 에글린턴 웨스트역                                                              | 남   | 리버티빌리지                                                                         | 에글린턴 웨스트역 · 오싱턴 / 에글린턴 · 세인트클레어 · 듀폰트 · 오싱턴역 · 칼리지 · 던다스 · 퀸 · 쇼 / 킹 · 애틀랜틱 / 킹 | 윌슨                                                                   | - 다른 지선과 더불어 매일 최대 10분 간격 운행 |
| 63B  | 오싱턴                   | Ossington                           | 북   | 세인트클레어 애비뉴                                                            | 남   | 리버티빌리지                                                                         | 오싱턴 / 세인트클레어 · 듀폰트 · 오싱턴역 · 칼리지 · 던다스 · 퀸 · 쇼 / 킹 · 애틀랜틱 / 킹 | 윌슨                                                                   | - 평일 출퇴근 시간대에 운행 |
| 64   | 메인                     | Main                                | 북   | 메인 스트리트역                                                                | 남   | 퀸 스트리트                                                                          | 메인 스트리트역 · 메인 / 제럴드 · 킹스턴 로드 · 위네바 / 퀸 | 버치마운트                                                             | |
| 65   | 팔러먼트                 | Parliament                          | 북   | 캐슬프랭크역                                                                   | 남   | 독사이드 / 퀸스키                                                                    | 캐슬프랭크역 · 팔러먼트 / 웰즐리 · 칼턴 · 제럴드 · 던다스 · 퀸 · 킹 · 프론트 & 팔러먼트 · 레이크쇼어 & 퀸스키 · 독사이드 / 퀸스키 | 버치마운트                                                             | |
| 66A  | 프린스 에드워드          | Prince Edward                       | 북   | 올드밀역                                                                       | 남   | 험버 루프                                                                            | 올드밀역 · 프린스 에드워드 / 블루어 · 베리 / 파크론 · 험버 루프 | 퀸스웨이                                                               | |
| 66B  | 프린스 에드워드          | Prince Edward                       | 북   | 올드밀역                                                                       | 남   | 레이크쇼어 블루버드                                                                  | 올드밀역 · 프린스 에드워드 / 블루어 · 파크론 / 킨스데일 · 퀸스웨이 · 레이크쇼어 루프 · 마린 퍼레이드 드라이브 | 퀸스웨이                                                               | |
| 67A  | 파머시                   | Pharmacy                            | 북   | 엘즈미어 로드                                                                  | 남   | 빅토리아파크역                                                                       | 펜워스 / 크로스랜드 · 파머시 / 엘즈미어 · 로렌스 · 에글린턴 · 세인트클레어 · 빅토리아파크역 | 에글린턴                                                               | |
| 67B  | 파머시                   | Pharmacy                            | 북   | 에글린턴 애비뉴                                                                | 남   | 빅토리아파크                                                                         | 래녹 / 파머시 · 파머시 / 에글린턴 · 세인트클레어 · 빅토리아파크역 | 에글린턴                                                               | - 평일 출근 시간대에만 운행 |
| 68A  | 워든                     | Warden                              | 북   | 스틸즈 애비뉴                                                                  | 남   | 워든역                                                                               | 워든 / 스틸즈 · 맥니콜 · 핀치 · 헌팅우드 · 셰퍼드 · 엘즈미어 · 로렌스 · 에글린턴 · 워든역 | 맥니콜                                                                 | |
| 68B  | 워든                     | Warden                              | 북   | 메이저 매켄지 드라이브                                                         | 남   | 워든역                                                                               | 앵거스글렌 커뮤니티 센터 · 워든 / 메이저 매켄지 · 16번 · 베이클리프 & 칼턴 · 애플크리크 & 글렌코브 · 7번 · 엔터프라이즈 · 올든 & 14번 · 데니슨 · 스틸즈 · 맥니콜 · 핀치 · 헌팅우드 · 셰퍼드 · 엘즈미어 · 로렌스 · 에글린턴 · 워든역 | 맥니콜                                                                 | - 매일 오후 9시 45분까지 운행 |
| 69A  | 워든 사우스              | Warden South                        | 북   | 워든역 버치마운트 로드 경유                                                    | 남   | 킹스턴 로드 워든 애비뉴 경유                                                         | 워든역 · 워든 / 댄포스 로드 · 클론모어 · 킹스턴 로드 · 킹스턴 로드 / 버치마운트 · 버치마운트 / 하이뷰 · 댄포스 로드 · 세인트클레어 · 워든역 | 버치마운트                                                             | |
| 69B  | 워든 사우스              | Warden South                        | 북   | 워든역 워든 애비뉴 경유                                                        | 남   | 킹스턴 로드 버치마운트 로드 경유                                                     | 워든역 · 버치마운트 / 세인트클레어 · 댄포스 로드 · 하이뷰 · 킹스턴 로드 · 워든 / 킹스턴 로드 · 홀리스 · 댄포스 로드 · 워든역 | 버치마운트                                                             | |
| 70   | 오코너                   | O'Connor                            | 동   | 에글린턴 애비뉴                                                                | 서   | 콕스웰역                                                                             | 콕스웰역 · 마이클 개론 병원 · 콕스웰 / 코스번 · 오코너 · 오코너 / 우드바인 · 세인트클레어 · 빅토리아파크 / 에글린턴 · 크랙턴 / 파머시 | 버치마운트                                                             | |
| 71   | 러니미드                 | Runnymede                           | 북   | TTC 마운트데니스 차고지                                                        | 남   | 러니미드역                                                                           | - 남쪽: 마운트데니스 차고지 · 토드 베일리스 / 트레튜이 · 블랙크리크 / 에글린턴 · 에글린턴 / 웨스턴 · 램턴 / 웨스턴 · 록클리프 / 램턴 · 얼라이언스 · 러니미드 / 세인트클레어 · 던다스 · 애네트 · 러니미드역 - 북쪽: 러니미드역 · 러니미드 / 애네트 · 던다스 · 세인트클레어 · 록클리프 / 얼라이언스 · 램턴 · 램턴 / 웨스턴 · 에글린턴 / 웨스턴 · 웨스턴 / 레이 · 마운트데니스 차고지 | 퀸스웨이                                                               | |
| 72   | 페이프                   | Pape                                | 북   | 손클리프파크 / 오벌리                                                          | 남   | 커미셔너스 / 솔터                                                                    | 손클리프파크 (동쪽) / 오벌리 · 오벌리 / 손클리프파크 (서쪽) · 페이프 / 오코너 · 코스번 · 몰티머 · 페이프역 · 카를로 / 제럴드 · 퀸 · 레이크쇼어 · 커미셔너스 / 솔터 | 버치마운트                                                             | - 매일 최대 10분 간격 운행 |
| 73B  | 로열요크                 | Royal York                          | 북   | 에글린턴 / 라로즈                                                              | 남   | 로열요크역                                                                           | 스칼렛 / 리치뷰 · 에글린턴 · 로열요크 / 에글린턴 · 던다스 · 로열요크역 | 퀸스웨이                                                               | |
| 73C  | 로열요크                 | Royal York                          | 북   | 클레어포트 크레센트 알비온 로드 경유                                           | 남   | 로열요크역                                                                           | 클레어포트 / 알비온 BT · 알비온 / 험버라인 · 캐리어 · 마틴그로브 · 핀치 · 키플링 · 이즐링턴 · 엠허스트 · 웨스턴 / 월시 & 알비온 · 세인트필립스 / 웨스턴 · 로열요크 / 딕슨 · 웨스트웨이 & 로렌스 · 에글린턴 · 던다스 · 로열요크역 | 퀸스웨이                                                               | |
| 73D  | 로열요크                 | Royal York                          | 북   | 오크 / 웨스턴                                                                  | 남   | 로열요크역                                                                           | 오크 / 웨스턴 · 세인트필립스 / 웨스턴 · 로열요크 / 딕슨 · 웨스트웨이 & 로렌스 · 에글린턴 · 던다스 · 로열요크역 | 퀸스웨이                                                               | - 평일 출퇴근 시간대에 운행 |
| 74   | 마운트플레전트           | Mount Pleasant                      | 북   | 돈클리프 드라이브                                                              | 남   | 세인트클레어역                                                                       | 돈클리프 루프 · 마운트플레전트 / 로렌스 · 에글린턴 · 데이비스빌 · 세인트클레어 · 세인트클레어역 | 에글린턴                                                               | |
| 75   | 셔본                     | Sherbourne                          | 북   | 사우스 드라이브                                                                | 남   | 퀸스키                                                                               | 사우스 / 글렌 · 셔본역 · 셔본 / 웰즐리 · 칼턴 · 던다스 · 퀸 · 킹 · 로어자비스 / 퀸스키 | 버치마운트                                                             | - 월-토 늦은 저녁이나 일요일에 운행하지 않음. |
| 75A  | 셔본                     | Sherbourne                          | 북   | 서머힐 애비뉴                                                                  | 남   | 퀸스키                                                                               | 서머힐 / 매클레넌 · 글렌 / 사우스 · 셔본역 · 셔본 / 웰즐리 · 칼턴 · 던다스 · 퀸 · 킹 · 로어자비스 / 퀸스키 | 버치마운트                                                             | - 월-토 늦은 저녁 및 일요일 상시 운행. |
| 76A  | 로열요크 사우스          | Royal York South                    | 북   | 로열요크역                                                                     | 남   | 레이크쇼어 블루버드                                                                  | 로열요크역 · 로열요크 / 퀸스웨이 · 에반스 · 미미코역 · 미미코 / 레이크쇼어 | 퀸스웨이                                                               | - 다른 지선과 더불어 매일 최대 10분 간격 운행 |
| 76B  | 로열요크 사우스          | Royal York South                    | 북   | 로열요크역                                                                     | 남   | 퀸스웨이 및 그랜드 애비뉴                                                            | 로열요크역 · 로열요크 / 퀸스웨이 · 그랜드 / 포틀랜드 | 퀸스웨이                                                               | - 평일 출퇴근 시간대 및 점심 시간대, 주말 낮 시간대에 운행.                                                                                         |
| 76C  | 로열요크 사우스          | Royal York South                    | 북   | 로열요크역                                                                     | 남   | 퀸스웨이                                                                             | 로열요크역 · 로열요크 / 퀸스웨이 | 퀸스웨이                                                               | - 평일 출퇴근 시간대에 운행 |
| 77   | 스완지                   | Swansea                             | 북   | 러니미드역                                                                     | 남   | 퀸스웨이                                                                             | 러니미드역 · 코힐 / 퀸스웨이 · 윈더미어 플레이스 / 윈더미어 애비뉴 · 러니미드역 | 퀸스웨이                                                               | |
| 78   | 세인트앤드루스           | St. Andrews                         | 동   | 베이뷰 애비뉴                                                                  | 서   | 요크밀스역                                                                           | 요크밀스역 · 어퍼하일랜드 / 요크밀스 · 어퍼캐나다 / 로드시튼 (서쪽) · 칼루크 / 파이프셔 (동쪽) | 윌슨                                                                   | |
| 79A  | 스칼렛 로드              | Scarlett Road                       | 북   | 로렌스 애비뉴 / 제인 스트리트 프리처드 애비뉴 및 폭스웰 스트리트 경유          | 남   | 러니미드역 폭스웰 스트리트 및 프리처드 애비뉴 경유                                   | 로렌스 / 제인 · 웨스턴역 · 스칼렛 / 로렌스 · 에글린턴 · 폭스웰 / 제인 · 러니미드 / 세인트클레어 · 던다스 · 애네트 · 러니미드역 | 마운트데니스                                                           | |
| 79B  | 스칼렛 로드              | Scarlett Road                       | 북   | 로렌스 애비뉴 / 제인 스트리트 세인트클레어 애비뉴 경유                         | 남   | 러니미드역 세인트클레어 애비뉴 경유                                                  | 로렌스 / 제인 · 웨스턴역 · 스칼렛 / 로렌스 · 에글린턴 · 세인트클레어 / 제인 · 러니미드 / 세인트클레어 · 던다스 · 애네트 · 러니미드역 | 마운트데니스                                                           | - 평일 상시 운행, 토요일 오후 10시까지, 일요일 및 공휴일 오후 6시 30분까지 운행.                                                                    |
| 80A  | 퀸스웨이                 | Queensway                           | 동   | 킬역 파크사이드 드라이브 경유                                                  | 서   | 셜웨이 가든스                                                                        | 셜웨이 가든스 · 웨스트몰 / 퀸스웨이 · 퀸스웨이 / 이스트몰 · 키플링 · 이즐링턴 · 로열요크 · 파크론 · 사우스 킹스웨이 · 파크사이드 / 퀸스웨이 · 하이파크 · 킬역 | 퀸스웨이                                                               | |
| 80B  | 퀸스웨이                 | Queensway                           | 동   | 마린 퍼레이드 / 레이크쇼어                                                     | 서   | 셜웨이 가든스                                                                        | 셜웨이 가든스 · 웨스트몰 / 퀸스웨이 · 퀸스웨이 / 이스트몰 · 키플링 · 이즐링턴 · 로열요크 · 로열요크 / 멜로즈 · 파크론 루프 · 마린 퍼레이드 / 레이크쇼어 | 퀸스웨이                                                               | - 평일 출퇴근 시간대 운행 |
| 82   | 로즈데일                 | Rosedale                            | 동   | 서머힐 애비뉴                                                                  | 서   | 로즈데일역                                                                           | 로즈데일역 · 크레센트 / 마운트플레전트 · 사우스 / 글렌 · 서머힐 / 매클레넌 | 버치마운트                                                             | |
| 83   | 존스                     | Jones                               | 북   | 던랜즈역                                                                       | 남   | 커미셔너스 스트리트                                                                  | 던랜즈역 · 존스 / 제럴드 · 퀸 · 레슬리 / 레이크쇼어 · TTC 레이크쇼어 차고지 | 버치마운트                                                             | |
| 84A  | 셰퍼드 웨스트            | Sheppard West                       | 동   | 셰퍼드-영역 셰퍼드 웨스트역 경유                                               | 서   | 웨스턴 로드 셰퍼드 웨스트역 경유                                                     | 웨스턴 / 브래드스톡 · 셰퍼드 / 제인 · 킬 · 다운즈뷰파크역 · 셰퍼드 웨스트역 · 배서스트 · 셰퍼드-영역 | 애로우 로드                                                            | - 다른 지선과 더불어 매일 최대 10분 간격 운행 |
| 84C  | 셰퍼드 웨스트            | Sheppard West                       | 동   | 셰퍼드-영역 셰퍼드 웨스트역 경유                                               | 서   | 스틸즈 애비뉴 웨스트 셰퍼드 웨스트역 및 애로우 로드 경유                             | 시그넷 / 스틸즈 · 애로우 / 핀치 · 셰퍼드 · 셰퍼드 / 제인 · 킬 · 다운즈뷰파크역 · 셰퍼드 웨스트역 · 배서스트 · 셰퍼드-영역 | 애로우 로드                                                            | - 평일 출퇴근 시간대에 운행 |
| 84D  | 셰퍼드 웨스트            | Sheppard West                       | 동   | 셰퍼드-영역 노핀치 드라이브, 오크데일 로드, 셰퍼드 웨스트역 경유               | 서   | 파이어니어빌리지역 셰퍼드 웨스트역, 오크데일 로드, 노핀치 드라이브 경유              | 파이어니어빌리지역 · 스틸즈 / 제인 · 노핀치 / 스틸즈 · 험버강 병원 · 셰퍼드 / 오크데일 · 제인 · 킬 · 다운즈뷰파크역 · 셰퍼드 웨스트역 · 배서스트 · 셰퍼드-영역 | 애로우 로드                                                            | - 평일 출퇴근 시간대에 운행 |
| 85A  | 셰퍼드 이스트            | Sheppard East                       | 동   | 루지힐역                                                                       | 서   | 돈밀스역                                                                             | 돈밀스역 · 셰퍼드 / 브라이언 & 컨슈머스 · 빅토리아파크 · 파머시 · 워든 · 버치마운트 · 케네디 · 에이진코트역 · 미들랜드 · 브림리 · 매코원 · 마컴 로드 · 맬번 & 프로그레스 · 랩슬리 · 닐슨 · 브레큰 · 모닝사이드 · 메도우베일 · 킹스턴 로드 · 루지힐역 | 맬번                                                                   | - 다른 지선과 더불어 매일 최대 10분 간격 운행 |
| 85B  | 셰퍼드 이스트            | Sheppard East                       | 동   | 메도우베일 로드                                                                | 서   | 돈밀스역                                                                             | 돈밀스역 · 셰퍼드 / 브라이언 & 컨슈머스 · 빅토리아파크 · 파머시 · 워든 · 버치마운트 · 케네디 · 에이진코트역 · 미들랜드 · 브림리 · 매코원 · 마컴 로드 · 맬번 & 프로그레스 · 랩슬리 · 닐슨 · 브레큰 · 모닝사이드 · 메도우베일 | 맬번                                                                   | - 평일 상시, 주말 저녁에 운행 |
| 85C  | 셰퍼드 이스트            | Sheppard East                       | 동   | 토론토 동물원                                                                  | 서   | 돈밀스역                                                                             | 돈밀스역 · 셰퍼드 / 브라이언 & 컨슈머스 · 빅토리아파크 · 파머시 · 워든 · 버치마운트 · 케네디 · 에이진코트역 · 미들랜드 · 브림리 · 매코원 · 마컴 로드 · 맬번 & 프로그레스 · 랩슬리 · 닐슨 · 브레큰 · 모닝사이드 · 메도우베일 · 토론토 동물원 | 맬번                                                                   | - 주말 주간 운행 |
| 86A  | 스카버러                 | Scarborough                         | 동   | 토론토 동물원                                                                  | 서   | 케네디역                                                                             | 케네디역 · 에글린턴 / 미들랜드 · 댄포스 로드 · 매코원 · 에글린턴 기차역 · 마컴 로드 · 킹스턴 로드 · 길드우드역 · 킹스턴 로드 / 로렌스 · 모닝사이드 · 하이랜드크리크 고가도로 · 메도우베일 / 킹스턴 로드 · 엘즈미어 DRT · 셰퍼드 DRT · 토론토 동물원 | 맬번                                                                   | - 토론토 동물원이 개장할 때 운행 - 다른 지선과 더불어 매일 최대 10분 간격으로 운행                                                                  |
| 86B  | 스카버러                 | Scarborough                         | 동   | 하이랜드크리크                                                                 | 서   | 케네디역                                                                             | 케네디역 · 에글린턴 / 미들랜드 · 댄포스 로드 · 매코원 · 에글린턴 기차역 · 마컴 로드 · 킹스턴 로드 · 길드우드역 · 킹스턴 로드 / 로렌스 · 모닝사이드 · 하이랜드크리크 고가도로 | 맬번                                                                   | - 평일 출근 시간대에 운행 |
| 86C  | 스카버러                 | Scarborough                         | 동   | 셰퍼드 애비뉴                                                                  | 서   | 케네디역                                                                             | 케네디역 · 에글린턴 / 미들랜드 · 댄포스 로드 · 매코원 · 에글린턴 기차역 · 마컴 로드 · 킹스턴 로드 · 길드우드역 · 킹스턴 로드 / 로렌스 · 모닝사이드 · 하이랜드크리크 고가도로 · 메도우베일 / 킹스턴 로드 · 엘즈미어 DRT · 셰퍼드 DRT | 맬번                                                                   | - 토론토 동물원이 폐장할 때 운행 |
| 86D  | 스카버러                 | Scarborough                         | 동   | 비치그로브 드라이브 로렌스 애비뉴 경유                                         | 서   | 케네디역                                                                             | 케네디역 · 에글린턴 / 미들랜드 · 댄포스 로드 · 매코원 · 에글린턴 기차역 · 마컴 로드 · 킹스턴 로드 · 길드우드역 · 킹스턴 로드 / 로렌스 · 로렌스 / 맨스 · 코로네이션 / 월센드 | 맬번                                                                   | - 월-토 오후 7시까지 운행 |
| 87A  | 코스번                   | Cosburn                             | 동   | 메인 스트리트역 이스트요크 에이커스 경유                                       | 서   | 브로드뷰역 이스트요크 에이커스 경유                                                  | 브로드뷰역 · 브로드뷰 / 포터리 & 몰티머 · 코스번 · 코스번 / 페이프 · 던랜즈 · 콕스웰 · 우드바인 · 이스트요크 에이커스 · 럼스덴 / 메인 · 메인 스트리트역 | 버치마운트                                                             | - 평일 점심과 이른 저녁, 토요일 낮 시간대와 이른 저녁, 일요일 낮 시간대에 운행 - 다른 지선과 더불어 매일 최대 10분 간격으로 운행                    |
| 87C  | 코스번                   | Cosburn                             | 동   | 메인 스트리트역                                                                | 서   | 브로드뷰역                                                                           | 브로드뷰역 · 브로드뷰 / 포터리 & 몰티머 · 코스번 · 코스번 / 페이프 · 던랜즈 · 콕스웰 · 우드바인 · 럼스덴 / 메인 · 메인 스트리트역 | 버치마운트                                                             | - 평일 출퇴근 시간대와 늦은 저녁, 토요일 이른 아침과 늦은 저녁, 일요일 저녁에 운행                                                                  |
| 88A  | 사우스리사이드           | South Leaside                       | 동   | 손클리프파크 드라이브 오벌리 블루버드 경유                                     | 서   | 세인트클레어역 윅스티드 애비뉴 경유                                                  | 세인트클레어역 · 세인트클레어 / 마운트플레전트 · 베이뷰 / 무어 · 서덜랜드 / 밀우드 · 오벌리 / 밀우드 · 손클리프파크 (동쪽) / 오벌리 · 윅스티드 / 레이어드 · 서덜랜드 / 밀우드 · 베이뷰 / 무어 · 세인트클레어 / 마운트플레전트 · 세인트클레어역 | 에글린턴                                                               | |
| 88B  | 사우스리사이드           | South Leaside                       | 동   | 손클리프파크 드라이브 윅스티드 애비뉴 경유                                     | 서   | 세인트클레어역 오벌리 블루버드 경유                                                  | 세인트클레어역 · 세인트클레어 / 마운트플레전트 · 베이뷰 / 무어 · 서덜랜드 / 밀우드 · 윅스티드 / 레이어드 · 손클리프파크 (동쪽) / 오벌리 · 오벌리 / 밀우드 · 서덜랜드 / 밀우드 · 베이뷰 / 무어 · 세인트클레어 / 마운트플레전트 · 세인트클레어역 | 에글린턴                                                               | |
| 89   | 웨스턴                   | Weston                              | 북   | 알비온 로드                                                                    | 남   | 킬역                                                                                 | 웨스턴 / 알비온 · 오크 · 웨스턴역 · 제인 · 에글린턴 · 로저스 로드 · 세인트클레어 · 던다스 · 애네트 · 킬역 | 윌슨                                                                   | - 매일 최대 10분 간격으로 운행 |
| 90A  | 본                       | Vaughan                             | 북   | 오크우드 애비뉴                                                                | 남   | 세인트클레어 웨스트역                                                                | 본 로드 / 오크우드 · 세인트클레어 / 본 로드 · 세인트클레어 웨스트역 | 에글린턴                                                               | |
| 91C  | 우드바인                 | Woodbine                            | 북   | 요크밀스 로드                                                                  | 남   | 우드바인역                                                                           | 밸리우즈 / 요크밀스 · 언더힐 / 로렌스 · 로렌스 / 빅토리아파크 · 슬로언 / 에글린턴 · 오코너 / 세인트클레어 · 우드바인 / 오코너 · 몰티머 & 럼스덴 · 우드바인역 · 우드바인 / 몰티머 & 럼스덴 · 오코너 · 오코너 / 세인트클레어 · 버몬지 / 에글린턴 · 칸포스 / 로렌스 · 언더힐 / 로렌스 · 실버데일 / 요크밀스 · 밸리우즈 / 요크밀스 | 에글린턴                                                               | |
| 91D  | 우드바인                 | Woodbine                            | 북   | 요크밀스 로드 레일사이드 로드 경유                                             | 남   | 우드바인역 레일사이드 로드 경유                                                      | 밸리우즈 / 요크밀스 · 언더힐 / 로렌스 · 레일사이드 로드 · 로렌스 / 빅토리아파크 · 슬로언 / 에글린턴 · 오코너 / 세인트클레어 · 우드바인 / 오코너 · 몰티머 & 럼스덴 · 우드바인역 · 우드바인 / 몰티머 & 럼스덴 · 오코너 · 오코너 / 세인트클레어 · 버몬지 / 에글린턴 · 칸포스 / 로렌스 · 레일사이드 로드 · 언더힐 / 로렌스 · 실버데일 / 요크밀스 · 밸리우즈 / 요크밀스 | 에글린턴                                                               | - 평일 출퇴근 시간대에 운행 |
| 92   | 우드바인 사우스          | Woodbine South                      | 북   | 우드바인역                                                                     | 남   | 레이크쇼어 블루버드                                                                  | 우드바인역 · 우드바인 / 제럴드 · 킹스턴 로드 · 퀸 · 우드바인 수욕장 | 버치마운트                                                             | |
| 93   | 파크뷰힐스               | Parkview Hills                      | 북   | 파크뷰힐 크레센트                                                              | 남   | 우드바인역                                                                           | 파크뷰힐 / 애스펜 (북쪽) · 샌드라 / 오코너 · 우드바인 / 오코너 · 우드바인 / 몰티머 & 럼스덴 · 우드바인역 | 에글린턴                                                               | |
| 94A  | 웰즐리                   | Wellesley                           | 동   | 캐슬프랭크역 웰즐리역 경유                                                     | 서   | 오싱턴역 웰즐리역 경유                                                               | 오싱턴역 · 오싱턴 / 하보드 · 하보드 / 배서스트 · 호스킨 / 스파다이나 · 웰즐리 / 퀸스파크 · 베이 · 웰즐리역 · 자비스 · 셔본 · 팔러먼트 · 캐슬프랭크역 | 버치마운트                                                             | - 다른 지선과 더불어 매일 최대 10분 간격 운행 |
| 94B  | 웰즐리                   | Wellesley                           | 동   | 웰즐리역                                                                       | 서   | 오싱턴역                                                                             | 웰즐리역 · 웰즐리 / 자비스 · 셔본 · 팔러먼트 · 캐슬프랭크역 | 버치마운트                                                             | |
| 95A  | 요크밀스                 | York Mills                          | 동   | 셰퍼드 / 포트유니언                                                            | 서   | 요크밀스역                                                                           | 요크밀스역 · 요크밀스 / 베이뷰 · 레슬리 · 돈밀스 · 파크우즈빌리지 / 빅토리아파크 · 엘즈미어 / 파머시 · 워든 · 버치마운트 · 케네디 (엘즈미어역 ) · 미들랜드 · 브림리 · 매코원 · 벨라미 · 마컴 로드 · 닐슨 · 모닝사이드 · 밀리터리 트레일 · 컨린스 · 메도우베일 · 킹스턴 로드 / 셰퍼드 & 포트유니언 � | 맬번                                                                   | - 다른 지선과 더불어 매일 최대 10분 간격 운행 |
| 95B  | 요크밀스                 | York Mills                          | 동   | 토론토 대학교 스카버러 캠퍼스                                                  | 서   | 요크밀스역                                                                           | 요크밀스역 · 요크밀스 / 베이뷰 · 레슬리 · 돈밀스 · 파크우즈빌리지 / 빅토리아파크 · 엘즈미어 / 파머시 · 워든 · 버치마운트 · 케네디 (엘즈미어역 ) · 미들랜드 · 브림리 · 매코원 · 벨라미 · 마컴 로드 · 닐슨 · 모닝사이드 · 밀리터리 트레일 · 토론토 대학교 스카버러 캠퍼스 | 맬번                                                                   | - 매일 일부 시간대에 운행 |
| 96A  | 윌슨                     | Wilson                              | 동   | 요크밀스역 존 갈랜드 블루버드, 키플링 애비뉴 및 윌슨역 경유                    | 서   | 캐리어 드라이브 윌슨역, 키플링 애비뉴 및 존 갈랜드 블루버드 경유                     | 캐리어 드라이브 263번지 · 캐리어 / 알비온 · 핀치 · 험버 대학 BT · 험버 칼리지 / 27번 · 존 갈랜드 / 마틴그로브 · 키플링 · 브루크미어 / 키플링 · 엠허스트 / 이즐링턴 · 알비온 · 알비온 / 웨스턴 · 윌슨 / 제인 · 킬 · 더퍼린 · 윌슨역 · 배서스트 · 애비뉴 로드 · 요크밀스역 | 애로우 로드                                                            | - 주말 낮 시간대와 이른 저녁을 제외하고 매일 상시 운행 - 다른 지선과 더불어 매일 최대 10분 간격 운행                                                |
| 96B  | 윌슨                     | Wilson                              | 동   | 요크밀스역 마틴그로브 로드, 웨스트험버 블루버드, 윌슨역 경유                   | 서   | 험버라인 드라이브 및 알비온 로드 윌슨역, 웨스트험버 블루버드 및 마틴그로브 로드 경유 | 험버라인 / 알비온 BT · 핀치 · 험버 대학 BT · 험버 칼리지 / 27번 · 존 갈랜드 / 마틴그로브 · 웨스트험버 / 마틴그로브 · 브루크미어 / 키플링 · 엠허스트 / 이즐링턴 · 알비온 · 알비온 / 웨스턴 · 윌슨 / 제인 · 킬 · 더퍼린 · 윌슨역 · 배서스트 · 애비뉴 로드 · 요크밀스역 | 애로우 로드                                                            | |
| 96D  | 윌슨                     | Wilson                              | 동   | 요크밀스역 윌슨역 경유                                                         | 서   | 캐리어 드라이브 및 웨스트모어 드라이브 윌슨역 경유                                   | 캐리어 드라이브 263번지 · 캐리어 / 알비온 · 웨스트모어 / 핀치 · 핀치 / 험버 칼리지 · 험버 대학 BT · 험버 칼리지 / 27번 · 존 갈랜드 / 마틴그로브 · 키플링 · 브루크미어 / 키플링 · 엠허스트 / 이즐링턴 · 알비온 · 알비온 / 웨스턴 · 윌슨 / 제인 · 킬 · 더퍼린 · 윌슨역 · 배서스트 · 애비뉴 로드 · 요크밀스역 | 애로우 로드                                                            | - 주말 낮 시간대와 이른 저녁에 운행 |
| 97A  | 영                       | Yonge                               | 북   | 힐다 / 스틸즈                                                                  | 남   | 세인트클레어역 영 블루버드 경유                                                      | 힐다 / 스틸즈 · 영 / 스틸즈 · 드루리 & 커머 · 핀치역 · 노스요크센터역 · 셰퍼드-영역 · 요크밀스역 · 로렌스역 · 에글린턴역 · 데이비스빌역 · 세인트클레어역 | 윌슨                                                                   | |
| 97B  | 영                       | Yonge                               | 북   | 요크밀스역 영 블루버드 경유                                                    | 남   | 세인트클레어역 영 블루버드 경유                                                      | 힐다 / 스틸즈 · 영 / 스틸즈 · 드루리 & 커머 · 핀치역 · 노스요크센터역 · 셰퍼드-영역 · 요크밀스역 · 영 블루버드 / 윌슨 · 영 스트리트 / 영 블루버드 · 로렌스역 · 에글린턴역 · 데이비스빌역 · 세인트클레어역 | 윌슨                                                                   | |
| 97C  | 영                       | Yonge                               | 북   | 에글린턴역                                                                     | 남   | 유니언역                                                                             | 에글린턴역 · 세인트클레어역 · 서머힐역 · 로즈데일역 · 블루어-영역 · 웰즐리역 · 칼리지역 · 던다스역 · 퀸역 · 영 / 리치먼드 · 킹역 · 유니언역 | 윌슨                                                                   | - 평일 출퇴근 시간대에 운행 |
| 98   | 윌로데일-센락            | Willowdale-Senlac                   | 동   | 스틸즈 애비뉴 센락 로드, 셰퍼드-영역, 윌로데일 애비뉴 경유                     | 서   | 페컴 애비뉴 윌로데일 애비뉴, 셰퍼드-영역, 센락 로드 경유                             | 캑터스 / 그린부시 · 드루리 · 그랜트브루크 / 핀치 · 센락 / 셰퍼드 · 셰퍼드-영역 · 윌로데일 / 셰퍼드 · 핀치 · 스틸즈 / 영 | 윌슨                                                                   | - 평일 출퇴근 시간대에 운행 |
| 99   | 애로우 로드              | Arrow Road                          | 북   | 제인 스트리트                                                                  | 남   | 애로우 로드                                                                          | TTC 애로우 로드 차고지 · 애로우 로드 / 핀치 · 험버강 병원 · 핀치 / 제인 · 제인 / 셰퍼드 · 셰퍼드 / 애로우 로드 · TTC 애로우 로드 차고지 | 애로우 로드                                                            | - 지하철역 미경유 - 평일 이른 아침, 점심 및 저녁, 주말 상시 운행                                                                                    |
| 100A | 플레밍던파크             | Flemingdon Park                     | 북   | 돈밀스 로드 및 윈포드 드라이브                                                 | 남   | 브로드뷰역                                                                           | 윈포드 / 돈밀스 · 콩코드 플레이스 · 윈포드 / 에글린턴 · 그레노블 / 스팬브릿지 · 게이트웨이 & 오벌리 / 돈밀스 · 오벌리 / 손클리프파크 (동쪽) · 오벌리 / 손클리프파크 (서쪽) · 밀우드 / 오벌리 · 페이프 / 오코너 · 브로드뷰 / 코스번 · 포터리 & 몰티머 · 브로드뷰역 | 에글린턴                                                               | - 매일 최대 10분 간격 운행 |
| 101  | 다운즈뷰파크             | Downsview Park                      | 북   | 다운즈뷰파크역                                                                 | 남   | 스탠리그린 블루버드                                                                  | 다운즈뷰파크역 · 킬 / 셰퍼드 · 다운스뷰파크 / 스탠리그린 · 로커스트로지 가든스 / 스탠리그린 | 윌슨                                                                   | - 평일 오전 6시부터 오후 10시까지, 주말 및 공휴일 오전 9시부터 오후 10시까지 운행                                                                   |
| 102A | 마컴 로드                | Markham Rd                          | 북   | 센테니얼 대학 프로그레스 캠퍼스                                                | 남   | 워든역                                                                               | 센테니얼 대학 프로그레스 캠퍼스 · 마컴 로드 / 프로그레스 · 엘즈미어 · 로렌스 · 에글린턴 · 킹스턴 로드 / 매코원 · 세인트클레어 / 브림리 · 스카버러역 · 댄포스 로드 · 케네디 · 버치마운트 · 워든역 | 맬번                                                                   | - 평일 상시 운행 - 다른 지선과 더불어 매일 최대 10분 간격 운행                                                                                      |
| 102B | 마컴 로드                | Markham Rd                          | 북   | 스틸즈 애비뉴                                                                  | 남   | 워든역                                                                               | 아마존 스카버러 물류센터 · 마컴 로드 / 스틸즈 · 패스모어 · 맥니콜 · 핀치 · 너겟 · 셰퍼드 · 밀너 · 프로그레스 · 엘즈미어 · 로렌스 · 에글린턴 · 킹스턴 로드 / 매코원 · 세인트클레어 / 브림리 · 스카버러역 · 댄포스 로드 · 케네디 · 버치마운트 · 워든역 | 맬번                                                                   | |
| 102C | 마컴 로드                | Markham Rd                          | 북   | 스틸즈 애비뉴 다이내믹 드라이브 경유                                           | 남   | 워든역 다이내믹 드라이브 경유                                                        | 아마존 스카버러 물류센터 · 마컴 로드 / 스틸즈 · 다이내믹 / 맥니콜 · 마컴 로드 / 핀치 · 너겟 · 셰퍼드 · 밀너 · 프로그레스 · 엘즈미어 · 로렌스 · 에글린턴 · 킹스턴 로드 / 매코원 · 세인트클레어 / 브림리 · 스카버러역 · 댄포스 로드 · 케네디 · 버치마운트 · 워든역 | 맬번                                                                   | - 평일 출퇴근 시간대에 운행 |
| 102D | 마컴 로드                | Markham Rd                          | 북   | 메이저 매켄지 드라이브                                                         | 남   | 워든역                                                                               | 메이저 매켄지 / 마컴 로드 · 마운트조이역 · 16번 · 마컴역 · 7번 · 14번 · 데니슨 · 스틸즈 · 패스모어 · 맥니콜 · 핀치 · 너겟 · 셰퍼드 · 밀너 · 프로그레스 · 엘즈미어 · 로렌스 · 에글린턴 · 킹스턴 로드 / 매코원 · 세인트클레어 / 브림리 · 스카버러역 · 댄포스 로드 · 케네디 · 버치마운트 · 워든역 | 맬번                                                                   | - 월-토 오후 11시까지, 일요일 오후 10시까지 운행.                                                                                                   |
| 104  | 페이우드                 | Faywood                             | 북   | 셰퍼드 웨스트역                                                                | 남   | 윌슨역                                                                               | 셰퍼드 웨스트역 · 윌슨하이츠 / 셰퍼드 · 더퍼린 / 스티프록 & 오버브루크 · 핀치 · 페이우드 / 셰퍼드 · 윌슨역 | 윌슨                                                                   | |
| 105A | 더퍼린 노스              | Dufferin North                      | 북   | 스틸즈 애비뉴                                                                  | 남   | 셰퍼드 웨스트역                                                                      | 더퍼린 / 스틸즈 · 핀치 · 셰퍼드 웨스트역 | 윌슨                                                                   | |
| 106  | 센티넬                   | Sentinel                            | 동   | 셰퍼드 웨스트역                                                                | 서   | 파이어니어빌리지역                                                                   | 파이어니어빌리지역 · 폰드 로드 / 센티넬 · 센티넬 / 핀치 · 그랜드래빈 · 셰퍼드 · 셰퍼드 / 킬 · 다운즈뷰파크역 · 셰퍼드 웨스트역 | 윌슨                                                                   | |
| 107A | 요크유니버시티하이츠     | York University Heights             | 북   | 스틸즈 애비뉴 킬 스트리트 경유                                                 | 남   | 셰퍼드 웨스트역 알니스 스트리트 경유                                                 | 셰퍼드 웨스트역 · 다운즈뷰파크역 · 셰퍼드 / 터스컨 · 르파주 / 킬 · 핀치 웨스트역 · 킬 / 요크 블루버드 & 캐너크틱 · 페트롤리아 / 스틸즈 · 스틸즈 / 알니스 · 알니스 / 핀치 · 셰퍼드 / 코디악 · 셰퍼드 웨스트역 | 윌슨                                                                   | - 평일 점심 시간대와 저녁, 주말 상시 운행 |
| 107B | 요크유니버시티하이츠     | York University Heights             | 북   | 스틸즈 애비뉴 알니스 스트리트 경유                                             | 남   | 셰퍼드 웨스트역 킬 스트리트 경유                                                     | 셰퍼드 웨스트역 · 다운즈뷰파크역 · 샴페인 / 핀치 · 알니스 / 스틸즈 · 캐너크틱 / 킬 · 핀치 웨스트역 · 르파주 / 킬 · 터스컨 / 셰퍼드 · 다운즈뷰파크역 · 셰퍼드 웨스트역 | 윌슨                                                                   | - 평일 점심 시간대와 저녁, 주말 상시 운행 |
| 107C | 요크유니버시티하이츠     | York University Heights             | 북   | 스틸즈 애비뉴 킬 스트리트 및 슈퍼테스트 로드 경유                              | 남   | 셰퍼드 웨스트역 알니스 스트리트 및 슈퍼테스트 로드 경유                              | 셰퍼드 웨스트역 · 다운즈뷰파크역 · 셰퍼드 / 터스컨 · 르파주 / 킬 · 핀치 웨스트역 · 킬 / 요크 블루버드 & 캐너크틱 · 페트롤리아 / 스틸즈 · 스틸즈 / 알니스 · 플린트 / 슈퍼테스트 · 알니스 / 핀치 · 셰퍼드 / 코디악 · 셰퍼드 웨스트역 | 윌슨                                                                   | - 평일 출퇴근 시간대에 운행 |
| 107D | 요크유니버시티하이츠     | York University Heights             | 북   | 스틸즈 애비뉴 알니스 스트리트 및 슈퍼테스트 로드 경유                          | 남   | 셰퍼드 웨스트역 킬 스트리트 및 슈퍼테스트 경유                                       | 셰퍼드 웨스트역 · 다운즈뷰파크역 · 샴페인 / 핀치 · 플린트 / 슈퍼스타 · 알니스 / 스틸즈 · 캐너크틱 / 킬 · 핀치 웨스트역 · 르파주 / 킬 · 터스컨 / 셰퍼드 · 다운즈뷰파크역 · 셰퍼드 웨스트역 | 윌슨                                                                   | - 평일 출퇴근 시간대에 운행 |
| 108A | 드리프트우드             | Driftwood                           | 동   | 셰퍼드 웨스트역 그랜드래빈 드라이브 경유                                       | 서   | 파이어니어빌리지역 그랜드래빈 드라이브 경유                                          | 파이어니어빌리지역 · 스틸즈 / 머레이 로스 · 제인 / 쇼어햄 · 드리프트우드 / 핀치 · 그랜드래빈 / 드리프트우드 · 킬 · 다운즈뷰파크역 · 셰퍼드 웨스트역 | 애로우 로드                                                            | |
| 108B | 드리프트우드             | Driftwood                           | 동   | 셰퍼드 웨스트역 아를레타 애비뉴 경유                                           | 서   | 파이어니어빌리지역 아를레타 애비뉴 경유                                              | 파이어니어빌리지역 · 스틸즈 / 머레이 로스 · 제인 / 쇼어햄 · 드리프트우드 / 핀치 · 아를레타 / 그랜드래빈 · 셰퍼드 · 셰퍼드 / 킬 · 다운즈뷰파크역 · 셰퍼드 웨스트역 | 애로우 로드                                                            | |
| 109B | 레이니                   | Ranee                               | 북   | 넵튠 드라이브 말리 애비뉴, 로렌스 웨스트역, 플레밍턴 로드 경유                 | 남   | 에글린턴 웨스트역 플레밍턴 로드, 로렌스 웨스트역, 말리 애비뉴 경유                   | 넵튠 / 배서스트 · 아미어 / 레이니 · 요크데일역 · 플레밍턴 / 바르나 · 바르나 / 로렌스 · 로렌스 웨스트역 · 말리 / 로렌스 · 에글린턴 웨스트역 | 윌슨                                                                   | |
| 109C | 레이니                   | Ranee                               | 북   | 넵튠 드라이브 말리 애비뉴, 로렌스 웨스트역, 바르나 드라이브 경유               | 남   | 에글린턴 웨스트역 바르나 드라이브, 로렌스 웨스트역, 말리 애비뉴 경유                 | 넵튠 / 배서스트 · 아미어 / 레이니 · 바르나 / 레이니 (요크데일역 ) · 로렌스 · 로렌스 웨스트역 · 말리 / 로렌스 · 에글린턴 웨스트역 | 윌슨                                                                   | |
| 110A | 이즐링턴 사우스          | Islington South                     | 북   | 이즐링턴역 브라운스 라인 및 호너 애비뉴 경유                                   | 남   | 롱브랜치 루프 호너 애비뉴 및 브라운스 라인 경유                                      | 이즐링턴역 · 이즐링턴 / 퀸스웨이 · 에반스 · 저드슨 · 호너 / 키플링 · 브라운스 라인 · 롱브랜치 루프 | 퀸스웨이                                                               | |
| 110B | 이즐링턴 사우스          | Islington South                     | 북   | 이즐링턴역 30번가 및 호너 애비뉴 경유                                          | 남   | 롱브랜치 루프 호너 애비뉴 및 30번가 경유                                             | 이즐링턴역 · 이즐링턴 / 퀸스웨이 · 에반스 · 저드슨 · 호너 / 키플링 · 30번 · 30번 / 레이크쇼어 · 롱브랜치 루프 | 퀸스웨이                                                               | - 평일 출퇴근 시간대 운행 |
| 110C | 이즐링턴 사우스          | Islington South                     | 북   | 이즐링턴역                                                                     | 남   | 레이크쇼어 블루버드                                                                  | 이즐링턴역 · 이즐링턴 / 퀸스웨이 · 에반스 · 레이크쇼어 | 퀸스웨이                                                               | |
| 111  | 이스트몰                 | East Mall                           | 북   | 에글린턴 애비뉴                                                                | 남   | 키플링역                                                                             | 윌로리지 / 리치그로브 · 마틴그로브 / 에글린턴 · 이스트몰 / 에글린턴 · 래스번 · 번햄토르프 · 블루어 · 던다스 / 이스트몰 · 키플링역 | 퀸스웨이                                                               | |
| 112B | 웨스트몰                 | West Mall                           | 북   | 렌포스역                                                                       | 남   | 키플링역                                                                             | 렌포스역 · 웨스트몰 / 래스번 · 번햄토르프 · 블루어 · 던다스 · 던다스 / 이스트몰 · 키플링역 | 퀸스웨이                                                               | |
| 112C | 웨스트몰                 | West Mall                           | 북   | 디스코 로드                                                                    | 남   | 키플링역                                                                             | 칼링뷰 / 렌포스 · 스카이웨이 / 딕슨 · 브록포트 / 벨필드 · 칼링뷰 / 디스코 · 렌포스 · 렌포스역 · 웨스트몰 / 래스번 · 번햄토르프 · 블루어 · 웨스트몰 / 던다스 · 던다스 / 이스트몰 · 키플링역 | 퀸스웨이                                                               | - 평일 상시, 주말 낮 시간대와 이른 저녁에 운행 |
| 113  | 댄포스 로드              | Danforth Rd                         | 동   | 케네디역                                                                       | 서   | 메인 스트리트역                                                                      | 메인 스트리트역 · 댄포스 애비뉴 / 도스 · 빅토리아파크 · 댄포스 로드 / 워든 · 버치마운트 · 케네디 / 세인트클레어 · 케네디역 | 버치마운트                                                             | |
| 114  | 퀸스키 이스트            | Queens Quay East                    | 동   | 카를로 / 레이크쇼어                                                            | 서   | 유니언역                                                                             | 유니언역 · 잭 레이턴 페리 터미널 · 퀸스키 / 독사이드 · 팔러먼트 / 레이크쇼어 · 커미셔너스 / 부쉐트 | 버치마운트                                                             | |
| 115  | 실버힐스                 | Silver Hills                        | 동   | 레슬리 스트리트                                                                | 서   | 요크밀스역                                                                           | 요크밀스역 · 요크밀스 / 어퍼하이랜드 & 하이랜드 · 베이뷰 · 레슬리 · 바나타인 / 레슬리 · 우즈워스 / 노시 (오리올역 ) | 윌슨                                                                   | - 매일 오전 6시부터 오후 10시까지 운행 |
| 116  | 모닝사이드               | Morningside                         | 동   | 핀치 애비뉴 및 모닝사이드하이츠                                                | 서   | 케네디역                                                                             | 케네디역 · 에글린턴 / 미들랜드 · 댄포스 로드 · 매코원 · 에글린턴 기차역 · 마컴 로드 · 킹스턴 로드 · 모닝사이드 / 길드우드 · 로렌스 · 킹스턴 로드 · 엘즈미어 · 셰퍼드 · 핀치 · 나이트스타 | 맬번                                                                   | - 매일 최대 10분 간격으로 운행 |
| 118  | 티슬다운                 | Thistle Down                        | 동   | 윌슨역 탠브릿지 크레센트 경유                                                  | 서   | 티슬다운 블루버드 탠브릿지 크레센트 경유                                             | 티슬다운 / 알비온 · 탠브릿지 크레센트 · 알비온 / 엠허스트 · 웨스턴 · 클레이슨 · 제인 · 킬 · 더퍼린 · 윌슨역 | 윌슨                                                                   | - 탠브릿지 크레센트 윌슨역 방면 오후 3시 이전, 티슬다운 방면 오후 3시 이후에 진입                                                                   |
| 119  | 토배리                   | Torbarrie                           | 동   | 윌슨역                                                                         | 서   | 토배리 로드 및 클레이슨 로드                                                         | 애로우 / 셰퍼드 · 클레이슨 / 윌슨 · 윌슨 / 제인 · 킬 · 더퍼린 · 윌슨역 | 윌슨                                                                   | - 평일 출퇴근 시간대와 점심 시간대에 운행 |
| 120  | 캘빙턴                   | Calvington                          | 동   | 윌슨역 드 하빌랜드 경유                                                        | 서   | 셰퍼드 애비뉴 및 제인 스트리트 드 하빌랜드 경유                                      | 제인 / 셰퍼드 · 노스오버 / 셰퍼드 · 히드로 / 제인 · 캘빙턴 / 킬 · 킬 / 윌슨 · 매니자 로드 · 개럿 블루버드 · 윌슨 / 더퍼린 · 윌슨역 | 애로우 로드                                                            | |
| 121  | 에스플러네이드-리버      | Esplanade-River                     | 동   | 브릿지포인트 병원                                                              | 서   | 유니언역                                                                             | - 브로드뷰 방면: 유니언역 · 에스틒러네이드 / 셔본 · 프론트 / 팔러먼트 · 체리 · 리버 / 퀸 · 던다스 · 제럴드 · 브릿지포인트 병원 - 유니언역 방면: 브릿지포인트 병원 · 제럴드 / 리버 · 리버 / 던다스 · 킹 · 밀 / 체리 · 팔러먼트 · 셔본 · 유니언역 | 버치마운트                                                             | |
| 122  | 그레이든홀               | Graydon Hall                        | 동   | 로이우드 드라이브 레스밀 드라이브 경유                                         | 서   | 요크밀스역                                                                           | 요크밀스역 · 요크밀스 / 베이뷰 · 레슬리 · 레스밀 · 그레이든홀 / 돈밀스 · 로이우드 / 독사이드 | 맥니콜                                                                 | |
| 123B | 셜웨이                   | Sherway                             | 북   | 키플링역 셜웨이 가든스 및 이스트몰 경유                                        | 남   | 롱브랜치 루프 이스트몰 및 셜웨이 가든스 경유                                         | 키플링역 · 숀클리프 / 던다스 · 노스 퀸 / 퀸스웨이 · 이스트몰 / 퀸스웨이 · 에반스 · 셜웨이 가든스 · 에반스 / 브라운스 라인 · 브라운스 라인 / 호너 · 롱브랜치 루프 | 퀸스웨이                                                               | - 평일 저녁과 주말 상시 운행 |
| 123C | 셜웨이                   | Sherway                             | 북   | 키플링역 셜웨이 가든스 및 노스 퀸 스트리트 경유                                | 남   | 롱브랜치 루프 노스 퀸 스트리트 및 셜웨이 가든스 경유                                 | 키플링역 · 숀클리프 / 던다스 · 노스 퀸 / 퀸스웨이 · 셜웨이 가든스 · 에반스 / 브라운스 라인 · 브라운스 라인 / 호너 · 롱브랜치 루프 | 퀸스웨이                                                               | |
| 123D | 셜웨이                   | Sherway                             | 북   | 키플링역 이스트몰 경유                                                         | 남   | 셜웨이 가든스 이스트몰 경유                                                          | 키플링역 · 숀클리프 / 던다스 · 이스트몰 / 퀸스웨이 · 에반스 · 셜웨이 가든스 | 퀸스웨이                                                               | - 평일 주간 운행 |
| 123F | 셜웨이                   | Sherway                             | 북   | 키플링역 웨스트몰 경유                                                         | 남   | 셜웨이 가든스 웨스트몰 경유                                                          | 키플링역 · 던다스 / 숀클리프 · 이스트몰 · 웨스트몰 · 웨스트몰 / 퀸스웨이 · 셜웨이 가든스 | 퀸스웨이                                                               | - 평일 출퇴근 시간대에 운행 |
| 125  | 드루리                   | Drewry                              | 동   | 핀치역                                                                         | 서   | 배서스트 스트리트 (토레스데일 애비뉴)                                                | 드루리 / 배서스트 · 영 · 핀치역 | 윌슨                                                                   | |
| 126  | 크리스티                 | Christie                            | 북   | 세인트클레어 웨스트역                                                          | 남   | 크리스티역                                                                           | 세인트클레어 웨스트역 · 세인트클레어 / 배서스트 · 본 로드 · 크리스티 / 세인트클레어 · 대번포트 · 듀폰트 · 크리스티역 | 윌슨                                                                   | |
| 127  | 대번포트                 | Davenport                           | 동   | 스파다이나역                                                                   | 서   | 세인트클레어 애비뉴 / 올드웨스턴 로드                                                | 세인트클레어 / 올드웨스턴 · 대번포트 / 올드웨스턴 · 사이밍턴 · 랜즈다운 · 더퍼린 · 도버코트 · 오크우드 · 오싱턴 · 크리스티 · 배서스트 · 듀폰트역 · 스파다이나역 | 퀸스웨이                                                               | |
| 128  | 스탠리그린               | Stanley Greene                      | 동   | 스탠리그린 블루버드                                                            | 서   | 윌슨역                                                                               | 로커스로지 가든스 / 스탠리그린 · 스탠리그린 / 다운스뷰파크 · 윌슨 / 킬 · 윌슨역 | 윌슨                                                                   | - 평일 출퇴근 시간대에 운행 |
| 129A | 매코원 노스              | McCowan North                       | 북   | 메이저 매켄지 드라이브 스카버러센터역 경유                                     | 남   | 케네디역 스카버러센터역 경유                                                         | 메이저매켄지 / 리지크레스트 · 매코원 · 매코원 / 버오크 · 16번 · 센테니얼역 · 7번 · 14번 · 데니슨 · 스틸즈 · 맥니콜 · 핀치 · 미들필드 · 커맨더 · 너겟 · 셰퍼드 · 밀너 · 스카버러센터역 - 케네디역 방면 루프: 스카버러센터역 · 트라이튼 / 버러 드라이브 · 엘즈미어 / 미들랜드 · 로렌스 · 케네디역 · 케네디 / 로렌스 · 케네디 / 엘즈미어 · 엘즈미어 / 미들랜드 · 트라이튼 / 버러 드라이브 · 스카버러센터역 | 맥니콜                                                                 | - 스틸즈 북쪽으로 추가 요금 부과 - 평일 오후 11시 20분까지, 주말 오후 10시 20분까지 운행 - 다른 지선과 더불어 매일 최대 10분 간격으로 운행          |
| 129B | 매코원 노스              | McCowan North                       | 북   | 스틸즈 애비뉴 스카버러센터역 경유                                              | 남   | 케네디역 스카버러센터역 경유                                                         | 매코원 / 스틸즈 · 맥니콜 · 핀치 · 미들필드 · 커맨더 · 너겟 · 셰퍼드 · 밀너 · 스카버러센터역 - 케네디역 방면 루프: 스카버러센터역 · 트라이튼 / 버러 드라이브 · 엘즈미어 / 미들랜드 · 로렌스 · 케네디역 · 케네디 / 로렌스 · 케네디 / 엘즈미어 · 엘즈미어 / 미들랜드 · 트라이튼 / 버러 드라이브 · 스카버러센터역 | 맥니콜                                                                 | |
| 130A | 미들필드                 | Middlefield                         | 북   | 스틸즈 애비뉴                                                                  | 남   | 스카버러센터역                                                                       | 미들필드 / 스틸즈 · 맥니콜 · 핀치 · 매코원 · 매코원 / 셰퍼드 · 밀너 · 스카버러센터역 | 맬번                                                                   | |
| 130B | 미들필드                 | Middlefield                         | 북   | 스틸즈 애비뉴 메이브루크 드라이브 경유                                         | 남   | 스카버러센터역 메이브루크 드라이브 경유                                              | 미들필드 / 스틸즈 · 메이브루크 / 패스모어 · 맥니콜 · 미들필드 / 핀치 · 매코원 · 매코원 / 셰퍼드 · 밀너 · 스카버러센터역 | 맬번                                                                   | - 평일 출퇴근 시간대에 운행 |
| 131  | 너겟                     | Nugget                              | 동   | 올드핀치 애비뉴 및 모닝뷰 트레일 스카버러센터역 경유                           | 서   | 케네디역 스카버러센터역 경유                                                         | - 케네디역 루프: 스카버러센터역 · 트라이튼 / 버러 드라이브 · 엘즈미어 / 미들랜드 · 로렌스 · 케네디역 · 케네디 / 로렌스 · 케네디 / 엘즈미어 · 엘즈미어 / 미들랜드 · 트라이튼 / 버러 드라이브 · 스카버러센터역 · 매코원 / 밀너 · 셰퍼드 · 너겟 / 매코원 · 마컴 로드 · 맥르빈 / 탭스콧 · 슈얼스 / 닐슨 · 모닝사이드 / 케이스브릿지 · 모닝뷰 · 리틀스 / 올드핀치 | 맬번                                                                   | |
| 132  | 밀너                     | Milner                              | 동   | 맥르빈 애비뉴 및 허프필드 트레일                                               | 서   | 스카버러센터역                                                                       | 스카버러센터역 · 밀너 / 매코원 · 마컴 로드 · 닐슨 · 브레큰 / 셰퍼드 · 브레니언 / 슈얼스 · 슈얼스 / 허프필드 | 맬번                                                                   | |
| 133  | 닐슨                     | Neilson                             | 북   | 모닝사이드 병원 센테너리 병원 경유 (출퇴근 시간대 제외)                        | 남   | 케네디역 센테너리 병원(출퇴근 시간대 제외), 스카버러센터역 경유                      | - 케네디역 방면: 핀치 / 모닝사이드 · 닐슨 / 핀치 · 탭스콧 · 셰퍼드 · 밀너 · 엘즈미어 · 센테너리 병원 (출퇴근 시간대 제외) · 밀리터리 트레일 · 마컴 로드 · 벨라미 · 매코원 · 스카버러 센터역 · 트라이턴 / 브림리 · 미들랜드 / 엘즈미어 · 로렌스 · 케네디역 - 모닝사이드 방면: 케네디역 · 케네디 / 로렌스 · 엘즈미어 · 엘즈미어 / 미들랜드 · 트라이튼 / 버러 드라이브 · 스카버러센터역 · 트라이튼 / 매코원 · 엘즈미어 / 매코원 · 벨라미 · 마컴 로드 · 오턴파크 · 센테너리 병원 · 닐슨 / 엘즈미어 · 밀너 · 셰퍼드 · 슈얼스 · 크로우 트레일 · 핀치 · 핀치 / 모닝사이드 · 스테인즈 / 자크 · 나이트스타 / 모닝사이드 · 스테인즈 / 맨티스 · 핀치 / 모닝사이드 | 맬번                                                                   | |
| 134B | 프로그레스               | Progress                            | 북   | 맥니콜 애비뉴 탭스콧 로드 경유                                                 | 남   | 스카버러센터역                                                                       | - 스카버러센터 방면: 발둔 / 핀치 · 크로우 트레일 · 탭스콧 / 맥르빈 · 워시번 / 셰퍼드 · 프로그레스 / 셰퍼드 · 밀너 · 센테니얼 대학 앞 · 마컴 로드 · 코퍼레이트 / 프로그레스 · 리센터 · 그레인지웨이 / 프로그레스 · 부쉬비 / 매코원 · 스카버러센터역 - 핀치 방면: 스카버러센터역 · 트라이튼 / 매코원 · 컨실리움 플레이스 300번지 · 코퍼레이트 / 리센터 · 프로그레스 / 벨라미 · 마컴 로드 · 센테니얼 대학 앞 · 밀너 · 셰퍼드 · 워시번 / 셰퍼드 · 탭스콧 / 맥르빈 · 핀치 · 핀치딘 스퀘어 · 탭스콧 / 핀치 · 핀치 / 마컴 로드 · 마컴 로드 / 맥니콜 · 내슈딘 · 발둔 / 핀치 | 맬번                                                                   | - 평일 출퇴근 시간대 운행 |
| 134D | 프로그레스               | Progress                            | 북   | 핀치 애비뉴 센테니얼 대학 경유                                                 | 남   | 스카버러센터역 센테니얼 대학 경유                                                    | - 스카버러센터 방면: 발둔 / 핀치 · 크로우 트레일 · 탭스콧 / 맥르빈 · 워시번 / 셰퍼드 · 프로그레스 / 셰퍼드 · 밀너 · 센테니얼 대학 · 마컴 로드 · 코퍼레이트 / 프로그레스 · 리센터 · 그레인지웨이 / 프로그레스 · 부쉬비 / 매코원 · 스카버러센터역 - 핀치 방면: 스카버러센터역 · 트라이튼 / 매코원 · 컨실리엄 플레이스 300번지 · 코퍼레이트 / 리센터 · 프로그레스 / 벨라미 · 마컴 로드 · 센테니얼 대학 · 밀너 · 셰퍼드 · 워시번 / 셰퍼드 · 탭스콧 / 맥르빈 · 발둔 / 핀치 | 맬번                                                                   | - 평일 평시에, 주말에는 토요일 이른 아침을 제외하고 상시 운행                                                                                       |
| 135  | 제럴드                   | Gerrard                             | 동   | 워든역                                                                         | 서   | 메인 스트리트역                                                                      | 메인 스트리트역 · 제럴드 / 메인 · 빅토리아파크 · 클론모어 / 워든 · 워든 / 댄포스 애비뉴 · 댄포스 로드 · 워든역 | 버치마운트                                                             | |
| 154  | 커런홀                   | Curran Hall                         | 동   | 토론토 대학교 스카버러 캠퍼스                                                  | 서   | 케네디역                                                                             | 케네디역 · 케네디 / 로렌스 · 로렌스 / 미들랜드 · 브림리 · 스카버러 종합병원 · 벨라미 · 마컴 로드 · 스카버러 골프 클럽 / 로렌스 · 오턴파크 / 엘즈미어 · 스카버러 센테너리 병원 · 엘즈미어 / 모닝사이드 · 토론토 대학교 스카버러 캠퍼스 |                                                                        | |
| 160  | 배서스트 노스            | Bathurst North                      | 북   | 센터 스트리트                                                                  | 남   | 윌슨역                                                                               | 배서스트 / 클라크 · 스틸즈 · 드루리 · 핀치 · 셰퍼드 · 윌슨 · 윌슨역 · 배서스트 / 사우스본 (윌슨) · 셰퍼드 · 핀치 · 드루리 · 스틸즈 · 클라크 · 프로미너드 몰 · 뉴웨스트민스터 / 센터 · 배서스트 · 앳킨슨 / 센터 · 클라크 · 배서스트 / 클라크 | 윌슨                                                                   | - 스틸즈 북쪽으로 추가 요금 부과 - 평일 오후 9시 30분까지, 주말 주간 운행                                                                           |
| 161  | 로저스 로드              | Rogers Rd                           | 동   | 오싱턴역                                                                       | 서   | 제인 스트리트                                                                        | 얼라이언스 / 제인 · 제인 / 램턴 · 록클리프 / 램턴 · 얼라이언스 / 록클리프 · 험버 / 웨스턴 · 로저스 로드 / 킬 · 칼레도니아 · 더퍼린 · 오크우드 · 오크우드 / 세인트클레어 · 대번포트 · 도버코트 / 듀폰트 · 오싱턴역 · 도버코트 / 듀폰트 · 대번포트 · 오크우드 / 세인트클레어 · 로저스 로드 / 오크우드 · 더퍼린 · 칼레도니아 · 킬 · 웨스턴 로드 / 로저스 로드 · 얼라이언스 / 록클리프 · 제인 | 마운트데니스                                                           | |
| 162  | 로렌스-돈웨이            | Lawrence-Donway                     | 동   | 돈밀스 로드                                                                    | 서   | 로렌스역                                                                             | 로렌스역 · 로렌스 / 마운트플레전트 · 요크 대학교 글렌든 캠퍼스 · 포스트 로드 / 베이뷰 · 글레노키 / 선크레스트 · 로렌스 / 레슬리 · 돈웨이 (서쪽) / 로렌스 · 돈웨이 / 돈밀스 (북쪽) · 돈웨이 (동쪽) / 로렌스 · 돈웨이 / 돈밀스 (남쪽) · 바버 그린 / 돈밀스 · 돈웨이 (서쪽) / 로렌스 · 로렌스 / 레슬리 · 글레노키 / 선크레스트 · 포스트 로드 / 베이뷰 · 요크 대학교 글렌든 캠퍼스 · 로렌스 / 마운트플레전트 · 로렌스역 | 에글린턴                                                               | - 월-토 주간 및 이른 저녁, 일요일 주간에 운행 |
| 165  | 웨스턴 로드 노스         | Weston Rd North                     | 동   | 요크밀스역 윌슨역 경유                                                         | 서   | 스틸즈 애비뉴 윌슨역 경유                                                            | 웨스턴 / 스틸즈 · 핀치 · 셰퍼드 · 월시 / 웨스턴 · 클레이슨 · 제인 · 킬 · 더퍼린 · 윌슨역 · 페이우드 · 배서스트 · 애비뉴 로드 · 요크밀스역 | 애로우 로드                                                            | - 매일 최대 10분 간격 운행 |
| 167A | 파머시 노스              | Pharmacy North                      | 북   | 스틸즈 애비뉴 컨슈머스 로드 경유                                               | 남   | 돈밀스역 컨슈머스 로드 경유                                                          | 파머시 / 스틸즈 · 맥니콜 · 핀치 · 헌팅우드 · 셰퍼드 · 셰퍼드 / 빅토리아파크 · 컨슈머스 로드 250/251번지 · 컨슈머스 / 셰퍼드 · 돈밀스역 | 맥니콜                                                                 | |
| 167B | 파머시 노스              | Pharmacy North                      | 북   | 스틸즈 애비뉴                                                                  | 남   | 돈밀스역                                                                             | 파머시 / 스틸즈 · 맥니콜 · 핀치 · 헌팅우드 · 셰퍼드 · 셰퍼드 / 빅토리아파크 · 컨슈머스 · 돈밀스역 | 맥니콜                                                                 | |
| 168  | 사이밍턴                 | Symington                           | 북   | 로저스 로드 / 웨스턴 로드                                                      | 남   | 던다스 웨스트역                                                                      | 로저스 로드 / 웨스턴 로드 · 킬 · 올드웨스턴 / 로저스 로드 · 세인트클레어 · 대번포트 / 사이밍턴 · 사이밍턴 / 듀폰트 · 던다스 웨스트역 (블루어역 ) | 마운트데니스                                                           | |
| 169A | 헌팅우드                 | Huntingwood                         | 동   | 스카버러센터역 컨슈머 로드 경유                                                | 서   | 돈밀스역 컨슈머 로드 경유                                                            | 돈밀스역 · 밴혼 / 돈밀스 · 빅토리아파크 · 헌팅우드 / 빅토리아파크 · 워든 · 케네디 · 브림리 · 커맨더 / 매코원 · 매코원 / 셰퍼드 · 밀너 · 스카버러센터역 | 맬번                                                                   | - 평일 점심 시간대와 저녁, 주말 주간과 이른 저녁에 운행                                                                                             |
| 169B | 헌팅우드                 | Huntingwood                         | 동   | 스카버러센터역                                                                 | 서   | 돈밀스역                                                                             | 돈밀스역 · 셰퍼드 / 브라이언 & 컨슈머스 · 빅토리아파크 · 헌팅우드 / 빅토리아파크 · 워든 · 케네디 · 브림리 · 커맨더 / 매코원 · 매코원 / 셰퍼드 · 밀너 · 스카버러센터역 | 맬번                                                                   | - 평일 출퇴근 시간대에 운행 |
| 171  | 마운트데니스             | Mt. Dennis                          | 북   | 제인 스트리트                                                                  | 남   | 마운트데니스 차고지                                                                  | 마운트데니스 차고지 · 인더스트리 / 레이 · 트레튜이 / 토드 베일리스 · 에글린턴 / 블랙크리크 · 웨스턴 · 레이 · 웨스턴 / 제인 · 제인 / 트레튜이 · 마운트데니스 차고지 | 마운트데니스                                                           | - 지하철역 미운행 - 매일 오후 11시까지 운행 |
| 184  | 앵캐스터파크             | Ancaster Park                       | 동   | 윌슨역                                                                         | 서   | 드 하빌랜드                                                                          | 앵캐스터 / 파월 · 개럿 / 리전트 · 윌슨역 | 윌슨                                                                   | |
| 185  | 셰퍼드 센트럴            | Sheppard Central                    | 동   | 돈밀스역                                                                       | 서   | 셰퍼드-영역                                                                          | 셰퍼드-영역 · 셰퍼드 / 윌로데일 · 베이뷰역 · 베사리온역 · 레슬리역 · 돈밀스역 | 맬번                                                                   | |
| 189  | 스톡야즈                 | Stockyards                          | 동   | 하이파크역 킬역 경유                                                           | 서   | 스칼렛 로드                                                                          | 세인트클레어 / 플로렌스 · 스칼렛 / 버니스 · 폭스웰 / 스칼렛 · 제인 · 세인트클레어 / 제인 · 러니미드 · 건스 & 올드스톡야즈 · 킬 / 던다스 · 애네트 · 킬역 · 하이파크역 · 킬역 · 킬 / 애네트 · 던다스 · 세인트클레어 / 건스 & 올드스톡야드 · 러니미드 · 제인 · 플로렌스 | 퀸스웨이                                                               | |
| 200  | 토론토 동물원            | Toronto Zoo                         | 북   | 토론토 동물원                                                                  | 남   | 루지힐역                                                                             | 토론토 동물원 · 셰퍼드 / 메도우베일 · 킹스턴 로드 · 포트유니언 / 로렌스 · 루지힐역 | 맬번                                                                   | - 토론토 동물원 개장 시 매일 오전 8시부터 오후 9시까지 운행                                                                                         |
| 201  | 블러퍼스 공원            | Bluffer's Park                      | 북   | 케네디역                                                                       | 남   | 블러퍼스 공원                                                                        | 케네디역 · 에글린턴 / 미들랜드 · 브림리 / 에글린턴 · 댄포스 로드 · 세인트클레어 · 킹스턴 로드 · 바크딘힐스 · 블러퍼스 공원 | 에글린턴                                                               | - 봄에서 가을까지 운행 - 평일 오전 10시부터 오후 10시까지, 주말과 공휴일 오전 8시부터 오후 10시까지 운행                                            |
| 202  | 체리비치                 | Cherry Beach                        | 동   | 체리비치 디스틸러리 구역 경유                                                  | 서   | 유니언역                                                                             | 유니언역 · 잭 레이턴 페리 터미널 · 조지 브라운 대학 워터프론트 캠퍼스 · 팔러먼트 / 레이크쇼어 · 디스틸러리 구역 · 체리 / 커미셔너스 · 체리비치 루프 | 에글린턴                                                               | - 봄에서 가을까지 운행 - 평일 오전 9시부터 오후 10시까지, 주말 및 공휴일 오전 9시부터 자정까지 운행                                                 |
| 203  | 하이파크                 | High Park                           | 북   | 킬역 하이파크역 경유                                                           | 남   | 콜본로지 드라이브 하이파크역 경유                                                    | 킬역 · 하이파크역 · 하이파크 | 레이크쇼어                                                             | - 봄에서 가을까지 운행 - 주말, 공휴일 낮 시간대에만 운행                                                                                            |
| 300A | 블루어-댄포스            | Bloor-Danforth                      | 동   | 워든 애비뉴                                                                    | 서   | 토론토 피어슨 국제공항                                                               | 토론토 피어슨 국제공항 제3터미널 · 이스트몰 / 번햄토르프 · 블루어 / 쉐이버 · 키플링역 · 이즐링턴역 · 로열요크역 · 올드밀역 · 제인역 · 하이파크역 · 킬역 · 던다스 웨스트역 (블루어역) · 랜즈다운역 · 더퍼린역 · 오싱턴역 · 크리스티역 · 배서스트역 · 스파다이나역 · 세인트조지역 · 베이역 · 블루어-영역 · 블루어 / 자비스 · 팔러먼트 · 캐슬프랭크역 · 브로드뷰역 · 체스터역 · 페이프역 · 던랜즈역 · 그린우드역 · 콕스웰역 · 우드바인역 · 메인 스트리트역 · 댄포스 / 빅토리아파크 · 워든 / 댄포스 로드 · 댄포스 애비뉴 · 댄포스 애비뉴 / 빅토리아파크 · 메인 스트리트역 · 우드바인역 · 콕스웰역 · 그린우드역 · 던랜즈역 · 페이프역 · 체스터역 · 브로드뷰역 · 캐슬프랭크역 · 블루어 / 팔러먼트 · 자비스 · 블루어-영역 · 베이역 · 세인트조지역 · 스파다이나역 · 배서스트역 · 크리스티역 · 오싱턴역 · 더퍼린역 · 랜즈다운역 · 던다스 웨스트역 (블루어역) · 킬역 · 하이파크역 · 제인역 · 올드밀역 · 로열요크역 · 이즐링턴역 · 키플링역 · 블루어 / 웨스트몰 · 웨스트몰 / 번햄토르프 · 제트라이너 / 에어포트 · 토론토 피어슨 국제공항 제1터미널 · 제3터미널 | 애로우 로드 버치마운트 에글린턴 맬번 맥니콜 마운트데니스 퀸스웨이 윌슨 | - 매일 오전 1시부터 6시까지 운행 |
| 300B | 블루어-댄포스            | Bloor-Danforth                      | 동   | 케네디역                                                                       | 서   | 웨스트몰                                                                             | 웨스트몰 / 번햄토르프 · 블루어 / 이스트몰 · 키플링역 · 이즐링턴역 · 로열요크역 · 올드밀역 · 제인역 · 러니미드역 · 하이파크역 · 킬역 · 던다스 웨스트역 · 랜즈다운역 · 더퍼린역 · 오싱턴역 · 크리스티역 · 배서스트역 · 스파다이나역 · 세인트조지역 · 베이역 · 블루어-영역 · 셔본역 · 캐슬프랭크역 · 브로드뷰역 · 체스터역 · 페이프역 · 던랜즈역 · 그린우드역 · 콕스웰역 · 우드바인역 · 메인 스트리트역 · 댄포스 애비뉴 / 빅토리아파크 · 댄포스 로드 / 세인트클레어 · 브림리 / 에글린턴 · 케네디역 | 애로우 로드 버치마운트 에글린턴 맬번 맥니콜 마운트데니스 퀸스웨이 윌슨 | - 지하철이 운행하지 않는 시간대에 운행 |
| 302  | 킹스턴 로드 / 매코원     | Kingston Road-McCowan               | 북   | 스틸즈 애비뉴                                                                  | 남   | 빅토리아파크 / 킹스턴 로드                                                           | 매코원 / 스틸즈 · 핀치 · 셰퍼드 · 매코원역 · 엘즈미어 · 로렌스 · 브림리 / 에글린턴 · 킹스턴 로드 · 킹스턴 로드 / 버치마운트 · 빅토리아파크 | 맬번                                                                   | - 지하철이 운행하지 않는 시간대에 운행 |
| 307  | 배서스트                 | Bathurst                            | 북   | 스틸즈 애비뉴                                                                  | 남   | 엑시비션 루프                                                                        | 스틸즈 / 배서스트 · 배서스트 / 핀치 · 셰퍼드 · 윌슨 · 로렌스 · 에글린턴 · 세인트클레어 · 배서스트역 · 칼리지 · 퀸 · 킹 · 플리트 / 스트론 · 엑시비션 루프 | 윌슨                                                                   | - 지하철이 운행하지 않는 시간대에 운행 |
| 315  | 에반스 / 브라운스 라인   | Evans-Brown's Line                  | 동   | 로열요크역                                                                     | 서   | 롱브랜치 셜웨이 가든스 경유                                                          | 롱브랜치 루프 · 셜웨이 가든스 · 에반스 / 이즐링턴 · 로열요크역 | 퀸스웨이                                                               | - 지하철이 운행하지 않는 시간대에 운행 |
| 320  | 영                       | Yonge                               | 북   | 스틸즈 애비뉴                                                                  | 남   | 퀸스키                                                                               | 영 / 스틸즈 · 핀치역 · 노스요크센터역 · 셰퍼드-영역 · 플로렌스 & 애본데일 · 요크밀스역 · 로렌스역 · 에글린턴역 · 데이비스빌역 · 세인트클레어역 · 서머힐역 · 로즈데일역 · 블루어-영역 · 웰즐리역 · 칼리지역 · 던다스역 · 퀸역 · 킹역 · 영 / 퀸스키 · 유니언역 | 애로우 로드 버치마운트 에글린턴 맥니콜 마운트데니스 윌슨               | - 지하철이 운행하지 않는 시간대에 운행 |
| 322  | 콕스웰                   | Coxwell                             | 동   | 빙햄 루프 (빅토리아파크 / 킹스턴 로드) 킹스턴 로드 경유                        | 서   | 브로드뷰역 코스번 애비뉴 경유                                                        | 브로드뷰역 · 코스번 / 페이프 · 콕스웰역 · 콕스웰 / 제럴드 · 퀸 · 빙햄 루프 | 버치마운트                                                             | - 지하철이 운행하지 않는 시간대에 운행 |
| 324  | 빅토리아파크             | Victoria Park                       | 북   | 스틸즈 애비뉴 셰퍼드 애비뉴 및 워든 애비뉴 경유                                | 남   | 빙햄 루프                                                                            | 워든 / 스틸즈 · 핀치 · 셰퍼드 · 빅토리아파크 / 셰퍼드 · 파크우즈빌리지 & 엘즈미어 · 로렌스 · 에글린턴 · 빅토리아파크역 · 빙햄 루프 | 버치마운트                                                             | - 지하철이 운행하지 않는 시간대에 운행 |
| 325  | 돈밀스                   | Don Mills                           | 북   | 스틸즈 애비뉴                                                                  | 남   | 이스턴 애비뉴                                                                        | 돈밀스 / 스틸즈 · 핀치 · 돈밀스역 · 요크밀스 · 로렌스 · 에글린턴 · 손클리프파크 · 페이프역 · 카를로 / 제럴드 · 퀸 · 이스턴 | 에글린턴                                                               | - 매일 오전 1시부터 5시까지 운행 |
| 329  | 더퍼린                   | Dufferin                            | 북   | 스틸즈 애비뉴                                                                  | 남   | 엑시비션 플레이스                                                                    | 더퍼린 / 스틸즈 · 핀치 · 셰퍼드 · 윌슨역 · 로렌스 · 에글린턴 · 세인트클레어 · 더퍼린역 · 칼리지 · 퀸 · 킹 · 엑시비션 루프 · 프린시스 게이츠 루프 | 마운트데니스                                                           | - 매일 오전 1시부터 오전 5시까지 운행 |
| 332  | 에글린턴 웨스트          | Eglinton West                       | 동   | 에글린턴역                                                                     | 서   | 렌포스 드라이브 및 피어슨 공항                                                       | 토론토 피어슨 국제공항 · 에글린턴 / 이즐링턴 · 제인 · 킬 · 더퍼린 · 오크우드 · 에글린턴 웨스트역 · 배서스트 · 에글린턴역 | 마운트데니스                                                           | - 매일 오전 1시부터 오전 5시까지 운행 |
| 334  | 에글린턴 이스트          | Eglinton East                       | 동   | 닐슨 로드 및 핀치 애비뉴 (핀치딘 스퀘어) 킹스턴 로드 및 모닝사이드 애비뉴 경유 | 서   | 에글린턴역                                                                           | 에글린턴역 · 에글린턴 / 돈밀스 · 빅토리아파크 · 케네디역 · 브림리 · 댄포스 로드 · 킹스턴 로드 / 로렌스 · 엘즈미어 / 모닝사이드 · 루지밸리 센테너리 병원 · 닐슨 / 셰퍼드 · 핀치 · 핀치딘 스퀘어 | 에글린턴                                                               | - 매일 오전 1시부터 오전 5시까지 운행 |
| 335  | 제인                     | Jane                                | 북   | 요크 대학교                                                                    | 남   | 제인역                                                                               | 요크 대학교 · 제인 / 스틸즈 · 핀치 · 셰퍼드 · 윌슨 · 로렌스 · 에글린턴 · 세인트클레어 · 던다스 · 제인역 | 마운트데니스                                                           | - 매일 오전 1시부터 오전 5시까지 운행 |
| 336  | 핀치 웨스트              | Finch West                          | 동   | 핀치역                                                                         | 서   | 우드바인 경마장 험버 대학 경유                                                       | 우드바인 경마장 · 험버 대학 · 이토비코 종합병원 · 핀치 / 마틴그로브 · 알비온 센터 · 이즐링턴 · 험버강 병원 핀치병동 · 제인 · 핀치 웨스트역 · 더퍼린 · 배서스트 · 핀치역 | 애로우 로드 맥니콜                                                     | - 매일 오전 1시부터 오전 5시까지 운행 |
| 337  | 이즐링턴                 | Islington                           | 북   | 스틸즈 애비뉴 / 키플링 애비뉴                                                  | 남   | 레이크쇼어 블루버드                                                                  | 스틸즈 / 키플링 · 이즐링턴 / 핀치 · 엠허스트 · 딕슨 · 에글린턴 · 이즐링턴역 · 에반스 · 레이크쇼어 | 퀸스웨이                                                               | - 지하철이 운행하지 않는 시간대에 운행 |
| 339  | 핀치 이스트              | Finch East                          | 동   | 마컴 로드 (핀치딘 스퀘어)                                                      | 서   | 핀치역                                                                               | 핀치역 · 올드커머역 · 핀치 / 돈밀스 · 세네카 대학 · 워든 · 케네디 · 마컴 로드 · 핀치딘 스퀘어 | 애로우 로드 맥니콜                                                     | - 매일 오전 1시부터 5시까지 운행 |
| 340  | 정션                     | Junction                            | 동   | 건스 루프                                                                      | 서   | 던다스 웨스트역                                                                      | 던다스 웨스트역 · 던다스 / 킬 · 던다스 / 제인 · 세인트클레어 / 제인 · 건스 루프 | - 매일 오전 1시 40분부터 오전 5시까지 운행                             | |
| 341  | 킬                       | Keele                               | 북   | 요크 대학교                                                                    | 남   | 킬역                                                                                 | 요크 대학교 · 킬 / 핀치 · 셰퍼드 · 윌슨 · 로렌스 · 에글린턴 · 세인트클레어 · 던다스 · 킬역 | 마운트데니스                                                           | - 지하철이 운행하지 않는 시간대에 운행 |
| 343  | 케네디                   | Kennedy                             | 북   | 스틸즈 애비뉴                                                                  | 남   | 케네디역                                                                             | 케네디 / 스틸즈 · 밀리켄역 · 핀치 · 셰퍼드 (에이진코트역) · 엘즈미어 · 로렌스 · 케네디역 | 맥니콜                                                                 | - 매일 오전 1시부터 오전 5시까지 운행 |
| 352  | 로렌스 웨스트            | Lawrence West                       | 동   | 서니브루크 병원                                                                | 서   | 토론토 피어슨 국제공항                                                               | 토론토 피어슨 국제공항 · 딕슨 / 이즐링턴 · 웨스턴역 · 로렌스 / 제인 · 킬 · 더퍼린 · 로렌스 웨스트역 · 배서스트 · 로렌스역 · 서니브루크 병원 | 애로우 로드                                                            | - 매일 오전 1시부터 오전 5시까지 운행 |
| 353  | 스틸즈                   | Steeles                             | 동   | 스테인즈 로드 (핀치딘 스퀘어)                                                  | 서   | 요크 대학교                                                                          | 요크 대학교 · 스틸즈 / 배서스트 · 영 · 돈밀스 & 타운센드 · 워든 · 밀리켄역 · 매코원 · 아마존 물류센터 · 핀치딘 스퀘어 | 맥니콜                                                                 | - 매일 지하철이 운행하지 않는 시간대에 운행 |
| 354  | 로렌스 이스트            | Lawrence East                       | 동   | 스타스프레이 블루버드                                                          | 서   | 에글린턴역                                                                           | 에글린턴역 · 에글린턴 / 돈밀스 · 돈밀스 / 로렌스 · 로렌스 / 빅토리아파크 · 케네디 · 로렌스 이스트역{{*}매코원 · 킹스턴 로드 · 스타스프레이 루프 | 에글린턴                                                               | - 매일 지하철이 운행하지 않는 시간대에 운행 |
| 363  | 오싱턴                   | Ossington                           | 북   | 에글린턴 웨스트역                                                              | 남   | 엑시비션 루프                                                                        | 에글린턴 웨스트역 · 오크우드 / 세인트클레어 · 오싱턴역 · 오싱턴 / 칼리지 · 퀸 · 쇼 / 킹 · 엑시비션 루프 | 윌슨                                                                   | - 매일 오전 1시부터 오전 5시까지 운행 |
| 365  | 팔러먼트                 | Parliament                          | 북   | 팔러먼트 / 블루어                                                              | 남   | 에스플러네이드                                                                       | 팔러먼트 / 블루어 (캐슬프랭크역) · 칼턴 · 제럴드 · 퀸 · 킹 · 에스플러네이드 / 프린세스 | 버치마운트                                                             | - 지하철이 운행하지 않는 시간대에 운행 |
| 384  | 셰퍼드 웨스트            | Sheppard West                       | 동   | 셰퍼드-영역                                                                    | 서   | 웨스턴 로드                                                                          | 브래드스톡 / 웨스턴 · 셰퍼드 / 제인 · 킬 · 셰퍼드 웨스트역 · 배서스트 · 셰퍼드-영역 | 애로우 로드                                                            | - 지하철이 운행하지 않는 시간대에 운행 |
| 385  | 셰퍼드 이스트            | Sheppard East                       | 동   | 메도우베일 로드                                                                | 서   | 셰퍼드-영역                                                                          | 셰퍼드-영역 · 셰퍼드 / 돈밀스 · 빅토리아파크 · 워든 · 매코원 · 닐슨 · 메도우베일 | 맬번                                                                   | - 매일 오전 1시부터 오전 5시까지 운행 |
| 395  | 요크밀스                 | York Mills                          | 동   | 메도우베일 / 셰퍼드 토론토 대학교 스카버러 캠퍼스 경유                         | 서   | 요크밀스역 토론토 대학교 스카버러 캠퍼스 경유                                        | 요크밀스역 · 요크밀스 / 돈밀스 · 엘즈미어 / 빅토리아파크 · 케네디 · 엘즈미어역 · 매코원 · 닐슨 · 모닝사이드 · 메도우베일 / 셰퍼드 | 맬번                                                                   | - 지하철이 운행하지 않는 시간대에 운행 |
| 396  | 윌슨                     | Wilson                              | 동   | 요크밀스역                                                                     | 서   | 스틸즈 / 마틴그로브                                                                  | 스틸즈 / 마틴그로브 · 마틴그로브 / 핀치 · 엠허스트 / 이즐링턴 · 윌슨 / 제인 · 킬 · 더퍼린 · 윌슨역 · 배서스트 · 요크밀스역 | 애로우 로드                                                            | - 매일 오전 1시부터 오전 5시까지 운행 |
| 400  | 로렌스매너               | Lawrence Manor                      | 동   | 노프릴스 (배서스트 / 윌슨) 로렌스 웨스트역 경유                                | 서   | 험버강 병원 로렌스 웨스트역 경유                                                     | 험버강 병원 · 카사 아브루조 · 노스파크 요양원 · 노스파크 플라자 · 로렌스 / 벤튼 · 칼레도니아 · 카바토 테라스 · 빌라 콜럼보 · 카사 델 조토 · 로렌스 웨스트역 · 로렌스하이츠 커뮤니티센터 · 로렌스 플라자 · 윌마 에이트 공동주택 · 배서스트 프린스 찰스 공동주택 · 베이크레스트 병원 · 웨그먼 센터 · 노프릴스 | 레이크쇼어                                                             | |
| 402  | 파크데일                 | Parkdale                            | 북   | 더퍼린 몰                                                                      | 남   | 퀸 엘리자베스 병원                                                                   | 더퍼린 몰 · 더퍼린역 · 랜즈다운역 · 밸류 빌리지 · 랜킨 크레센트 55번지 · 던다스 웨스트역 (블루어역 ) · 토론토 베트남 노인회 · 노프릴스 (랜즈다운 / 던다스) · 퀸 / 론세스베일즈 · 퀸 엘리자베스 병원 · 마사리크 코원 커뮤니티 센터 · 토론토 재활센터 · 웨스트로지 애비뉴 10-20번지 · 퀸 엘리자베스 병원 | 레이크쇼어                                                             | |
| 403  | 사우스돈밀스             | South Don Mills                     | 북   | 숍스 앳 돈밀스                                                                 | 남   | 이스트요크 타운 센터                                                                 | 숍스 앳 돈밀스 · 톰슨 하우스 & 테일러 플레이스 · 샌덜링 플레이스 · 로렌스 / 돈밀스 · 돈웨이 프레이스 & 세인트마크 코트 · 돈밀스 & 윈포드 · 에글린턴 · 온타리오주 과학센터 · 플레밍던파크 쇼핑센터 · 오벌리 & 게이트웨이 / 돈밀스 · 리사이드 노인주택 · 이스트요크 타운센터 | 레이크쇼어                                                             | |
| 404  | 이스트요크               | East York                           | 동   | 킹스턴 로드 빅토리아파크역 경유                                                | 서   | 콕스웰역 빅토리아파크역 경유                                                         | 콕스웰역 · 마이클 개론 병원 · 우드바인 / 몰티머 · 코스번 · 우드바인 / 벤트너 · 이스트요크 에이커스 · 트루 데이빗슨 에이커스 · 가워파크 플레이스 · 하모니 홀 센터 · 노프릴스 (세인트클레어 / 빅토리아파크) · 빅토리아파크 / 크레센트파크 · 빅토리아파크역 · 쇼퍼스 월드 플라자 · 로블로스 · 프레시코 · 빅토리아파크 / 제럴드 · 헨리 가든스 · 글렌 스튜어트 에이커스 | 레이크쇼어                                                             | |
| 405  | 이토비코                 | Etobicoke                           | 동   | 웨스트파크 병원                                                                | 서   | 키플링 애비뉴 1540번지                                                               | 키플링 애비뉴 1450번지 · 로이드매너 플라자 · 에글린턴 / 키플링 · 리치뷰 스퀘어 · 에글린턴 / 이즐링턴 · 이즐링턴 / 웨스트웨이 · 노프릴스 (이즐링턴 / 딕슨) · 딕슨 / 로열요크 · 로열요크 / 웨스트웨이 & 로렌스 · 로열요크 플라자 (메트로) · 로열요크 의료센터 · 세인트디미트리어스 노인주택 · 우크라이나계 캐나다인 요양원 · 에글린턴 / 스칼렛 · 스칼렛하이츠 은퇴 주택 · 에글린턴 / 스칼렛 · 웨스트파크 병원 | 레이크쇼어                                                             | |
| 900  | 공항 급행                | Airport Express                     | 북   | 토론토 피어슨 국제공항                                                         | 남   | 키플링역                                                                             | 토론토 피어슨 국제공항 (1·3터미널) · 던다스 / 이스트몰 · 키플링역 | 퀸스웨이                                                               | - 매일 상시 10분 간격 운행 |
| 902  | 마컴 로드 급행           | Markham Road Express                | 북   | 스틸즈 애비뉴 (아마존 물류센터)                                                | 남   | 워든역                                                                               | 아마존 물류센터 · 마컴 로드 / 스틸즈 Add→{rail-interchange} · 맥니콜 · 핀치 · 너겟 · 셰퍼드 · 밀너 / 마컴 로드 · 센테니얼 대학 · 마컴 로드 / 프로그레스 · 엘즈미어 · 브리몰튼 · 페인티드포스트 · 로렌스 · 에글린턴 · 블레이크매너 · 에글린턴 · 킹스턴 로드 · 킹스턴 로드 / 파크크레스트 · 매코원 · 세인트클레어 / 킹스턴 · 브림리 · 미들랜드 (스카버러역 Add→{rail-interchange} · 댄포스 로드 · 버치마운트 · 워든역 | 맬번                                                                   | - 평일 출근 시간부터 퇴근 시간까지 운행 |
| 903A | 케네디역 - 스카버러 급행 | Kennedy Station-Scarborough Express | 북   | 센테니얼 대학 스카버러센터역 경유                                              | 남   | 케네디역 스카버러센터역 경유                                                         | - 케네디역 방면: 센테니얼 대학 · 프로그레스 / 마컴 로드 · 코퍼레이트 / 리센터 · 부쉬비 / 매코원 · 스카버러센터역 · 트라이튼 / 브림리 · 미들랜드 / 엘즈미어 · 로렌스 · 케네디역 - 센테니얼 대학 방면: 케네디역 · 케네디 / 로렌스 · 엘즈미어 · 엘즈미어 / 미들랜드 · 트라이튼 / 버러 · 스카버러센터역 · 트라이튼 / 매코원 · 코퍼레이트 / 리센터 · 프로그레스 / 마컴 로드 · 센테니얼 대학 | 맥니콜                                                                 | - 낮 시간대 급행 |
| 903B | 케네디역 - 스카버러 급행 | Kennedy Station-Scarborough Express | 북   | 스카버러센터역                                                                 | 남   | 케네디역                                                                             | - 케네디역 방면: 센테니얼 대학 · 프로그레스 / 마컴 로드 · 코퍼레이트 / 리센터 · 부쉬비 / 매코원 · 스카버러센터역 · 트라이튼 / 브림리 · 미들랜드 / 엘즈미어 · 로렌스 · 케네디역 - 센테니얼 대학 방면: 케네디역 · 케네디 / 로렌스 · 엘즈미어 · 엘즈미어 / 미들랜드 · 트라이튼 / 버러 · 스카버러센터역 · 트라이튼 / 매코원 · 코퍼레이트 / 리센터 · 프로그레스 / 마컴 로드 · 센테니얼 대학 | 맥니콜                                                                 | - 이른 아침과 주말 저녁 운행 |
| 904  | 셰퍼드-케네디 급행       | Sheppard-Kennedy Express            | 동   | 케네디역 스카버러센터역 경유                                                   | 서   | 돈밀스역 스카버러센터역 경유                                                         | 돈밀스역 · 셰퍼드 / 컨슈머 · 빅토리아파크 · 파머시 · 워든 · 버치마운트 · 앨런퍼드 · 케네디 · 에이진코트역 · 셰퍼드 / 미들랜드 · 트라이튼 / 버러 · 스카버러센터역 · 트라이튼 / 브림리 · 미들랜드 / 엘즈미어 · 로렌스 · 케네디역 | 맬번                                                                   | - 985A번 셰퍼드 이스트 버스 대체 |
| 905A | 에글린턴 이스트 급행     | Eglinton East Express               | 동   | 컨린스 로드 토론토 대학교 스카버러 캠퍼스 경유                                 | 서   | 케네디역 토론토 대학교 스카버러 캠퍼스 경유                                          | 케네디역 } · 에글린턴 / 미들랜드 · 댄포스 로드 · 매코원 · 에글린턴 통근열차역 · 마컴 로드 · 킹스턴 로드 · 길드우드역 · 킹스턴 로드 / 로렌스 · 모닝사이드 / 킹스턴 로드 · 웨스트힐 고등학교 · 엘즈미어 · 토론토 대학교 스카버러 캠퍼스 DRT · 모리시 / 엘즈미어 | 버치마운트                                                             | - 평일 출근 시간부터 퇴근 시간까지 운행 |
| 905B | 에글린턴 이스트 급행     | Eglinton East Express               | 동   | 토론토 대학교 스카버러 캠퍼스                                                  | 서   | 케네디역                                                                             | 케네디역 } · 에글린턴 / 미들랜드 · 댄포스 로드 · 매코원 · 에글린턴 통근열차역 · 마컴 로드 · 킹스턴 로드 · 길드우드역 · 킹스턴 로드 / 로렌스 · 모닝사이드 / 킹스턴 로드 · 웨스트힐 고등학교 · 엘즈미어 · 토론토 대학교 스카버러 캠퍼스 DRT | 버치마운트                                                             | - TTC 내부에서 905B번이라고 불리고 행선지에는 905번으로 나옴. - 주말에 운행                                                                         |
| 924  | 빅토리아파크 급행        | Victoria Park Express               | 북   | 스틸즈 애비뉴                                                                  | 남   | 빅토리아파크역                                                                       | 빅토리아파크 / 스틸즈 · 고든베이커 · 맥니콜 · 핀치 · 셰퍼드 · 컨슈머스 · 엘즈미어 · 로렌스 · 에글린턴 · 세인트클레어 · 빅토리아파크역 | 버치마운트                                                             | - 평일 출퇴근 시간대에 운행 |
| 925  | 돈밀스 급행              | Don Mills Express                   | 북   | 스틸즈 애비뉴 돈밀스역 경유                                                    | 남   | 페이프역 돈밀스역 경유                                                               | 돈밀스 / 스틸즈 · 맥니콜 · 핀치 · 밴혼 · 돈밀스역 · 던캔밀 & 그레이든홀 · 요크밀스 · 로렌스 · 에글린턴 · 온타리오주 과학관 · 손클리프파크 · 페이프 / 코스번 · 페이프역 | 에글린턴                                                               | - 평일 출퇴근 시간대에 운행 |
| 927A | 27번 고속도로 급행       | Highway 27 Express                  | 북   | 험버 대학                                                                      | 남   | 키플링역                                                                             | 험버 대학 BT · 험버 칼리지 / 27번 · 우드바인 센터 · 던다스 / 이스트몰 · 키플링역 | 애로우 로드                                                            | - 평일 출퇴근 시간대에 운행 |
| 927B | 27번 고속도로 급행       | Highway 27 Express                  | 북   | 스틸즈 애비뉴 험버 대학 경유                                                   | 남   | 키플링역 험버 대학 경유                                                              | 스틸즈 / 마틴그로브 · 마틴그로브 / 알비온 · 핀치 · 험버 대학 BT · 우드바인 센터 · 던다스 / 이스트몰 · 키플링역 | 애로우 로드                                                            | - 평일 점심 시간대와 저녁, 주말 상시 운행 |
| 927C | 27번 고속도로 급행       | Highway 27 Express                  | 북   | 험버 대학 애트웰 드라이브 경유                                                 | 남   | 키플링역 애트웰 드라이브 경유                                                        | 험버 대학 BT · 우드바인 센터 · 벨필드 / 애트웰 · 딕슨 / 애트웰 (오전에만 정차) · 던다스 / 이스트몰 · 키플링역 | 애로우 로드                                                            | - 평일 출퇴근 시간대에 운행 |
| 927D | 27번 고속도로 급행       | Highway 27 Express                  | 북   | 스틸즈 애비뉴 험버 대학 및 로열크레스트 로드 경유                              | 남   | 키플링역 험버 대학 경유                                                              | 로열크레스트 / 27번 · 스틸즈 / 마틴그로브 · 마틴그로브 / 알비온 · 핀치 · 험버 대학 BT · 우드바인 센터 · 던다스 / 이스트몰 · 키플링역 | 애로우 로드                                                            | - 평일 출퇴근 시간대에 운행 |
| 929  | 더퍼린 급행              | Dufferin Express                    | 북   | 윌슨역                                                                         | 남   | 엑시비션 플레이스 (프린시스 게이트)                                                  | 윌슨역 · 더퍼린 / 윌슨 · 요크데일 쇼핑 센터 · 오퍼스 · 로렌스 · 글렌케언 · 캐슬필드 & 로즈론 · 럼즈덴 (에글린턴) · 헌터 · 로저스 로드 · 세인트클레어 · 대번포트 · 듀폰트 · 더퍼린역 · 더퍼린 몰 · 실밴 · 칼리지 · 던다스 · 퀸 · 킹 · 리버티 · 스프링허스트 · 프린시스 게이트 | 마운트데니스                                                           | - 평일 출근 시간부터 퇴근 시간까지 운행 |
| 935  | 제인 급행                | Jane Express                        | 북   | 파이어니어빌리지역                                                             | 남   | 제인역                                                                               | 파이어니어빌리지역 · 제인 / 스틸즈 · 쇼어햄 · 핀치 · 프리스 · 셰퍼드 · 초크팜 · 윌슨 · 고든 매케이 · 로렌스 · 데니슨 & 트레튜이 · 윌슨 · 에글린턴 · 얼라이언스 · 던다스 · 제인역 | 마운트데니스                                                           | - 평일 오후 10시까지, 토, 일, 공휴일 오후 7시까지 운행                                                                                              |
| 937  | 이즐링턴 급행            | Islington Express                   | 북   | 스틸즈 애비뉴                                                                  | 남   | 이즐링턴역                                                                           | 스틸즈 / 이즐링턴 · 이즐링턴 / 핀치 · 알비온 · 렉스데일 · 딕슨 · 웨스트웨이 · 에글린턴 · 이즐링턴역 | 퀸스웨이                                                               | - 평일 출퇴근 시간대에 운행 |
| 938  | 하이랜드크리크 급행      | Highland Creek Express              | 동   | 토론토 대학교 스카버러 캠퍼스                                                  | 서   | 케네디역                                                                             | - UTSC 방면: 케네디역 · 케네디 / 로렌스 · 케네디 / 엘즈미어 · 엘즈미어 / 미들랜드 · 트라이튼 / 버러 · 스카버러센터역 · 엘즈미어 / 마컴 로드 · 닐슨 · 모닝사이드 · 밀리터리 트레일 · 토론토 대학교 스카버러 캠퍼스 - 케네디역 방면: 토론토 대학교 스카버러 캠퍼스 · 엘즈미어 / 밀리터리 트레일 · 모닝사이드 · 닐슨{{*}마컴 로드 · 스카버러센터역 · 트라이튼 / 브림리 · 미들랜드 / 엘즈미어 · 로렌스 · 케네디역 | 맬번                                                                   | - UTSC 방면 평일 아침, 케네디역 방면 평일 오후 통근 시간대에 운행 - 38E번 하이랜드크리크 급행 버스 대체 - 학교가 개장하지 않는 봄과 여름에는 미운행 |
| 939A | 핀치 급행                | Finch Express                       | 동   | 스카버러센터역                                                                 | 서   | 핀치역                                                                               | 핀치역 · 핀치 / 베이뷰 · 레슬리 · 돈밀스 · 세네카 대학 · 빅토리아파크 · 파머시 · 워든 · 버치마운트 · 미들랜드 · 브림리 · 매코원 · 매코원 / 셰퍼드 · 스카버러센터역 | 맥니콜                                                                 | - 평일 상시 운행 |
| 939B | 핀치 급행                | Finch Express                       | 동   | 스카버러센터역 핀치역 경유                                                     | 서   | 핀치 웨스트역 핀치역 경유                                                            | 핀치 웨스트역 · 핀치 / 더퍼린 · 골드핀치 · 배서스트 · 핀치역 · 핀치 / 베이뷰 · 레슬리 · 돈밀스 · 세네카 대학 · 빅토리아파크 · 파머시 · 워든 · 버치마운트 · 미들랜드 · 브림리 · 매코원 · 매코원 / 셰퍼드 · 스카버러센터역 | 맥니콜                                                                 | - 평일 오후 10시까지 운행 |
| 939C | 핀치 급행                | Finch Express                       | 동   | 모닝사이드하이츠                                                               | 서   | 핀치역                                                                               | 핀치역 · 핀치 / 베이뷰 · 레슬리 · 돈밀스 · 세네카 대학 · 빅토리아파크 · 파머시 · 워든 · 버치마운트 · 미들랜드 · 브림리 · 매코원 · 미들필드 · 마컴 로드 · 탭스콧 · 닐슨 · 모닝사이드 · 나이트스타 / 모닝사이드 | 맥니콜                                                                 | - 평일 출퇵근 시간대에 운행 |
| 941  | 킬 급행                  | Keele Express                       | 북   | 핀치 웨스트역                                                                  | 남   | 킬역                                                                                 | 핀치 웨스트역 · 킬 / 세인트레지스 · 셰퍼드 · 위트번 & 다운즈뷰파크 · 윌슨 · 팔스태프 · 로렌스 · 걸리버 & 인그램 · 에글린턴 · 도널드 · 로저스 · 웨스턴 / 애본 (블루어 방면) · 웨스턴 / 세인트클레어 (블루어 방면) · 올드웨스턴 & 킬 / 세인트클레어 · 킬 / 던다스 · 킬역 | 마운트데니스                                                           | - 평일 출퇴근 시간대에 운행 |
| 944  | 키플링 사우스 급행       | Kipling South Express               | 북   | 키플링역                                                                       | 남   | 레이크쇼어 블루버드                                                                  | 키플링역 · 키플링 / 퀸스웨이 · 에반스 · 버밍햄 · 레이크쇼어 · 험버 대학 레이크쇼어 캠퍼스 · 콜로넬 새뮤얼 스미스 공원 | 퀸스웨이                                                               | - 평일 출근 시간부터 퇴근 시간까지 운행 |
| 945  | 키플링 급행              | Kipling Express                     | 북   | 스틸즈 애비뉴                                                                  | 남   | 키플링역                                                                             | 키플링 / 스틸즈 · 핀치 · 알비온 · 존 갈랜드 · 웨스트험버 & 엠허스트 · 렉스데일 · 이토비코 노스역 · 딕슨 · 웨스트웨이 · 에글린턴 · 키플링역 | 마운트데니스                                                           | - 평일 출퇴근 시간대에 운행 |
| 952  | 로렌스 웨스트 급행       | Lawrence West Express               | 동   | 로렌스역 로렌스 웨스트역 경유                                                  | 서   | 토론토 피어슨 국제공항 로렌스 웨스트역 및 딕슨 로드 경유                             | 토론토 피어슨 국제공항 제1터미널 BT · 제3터미널 · 에어포트 / 제트라이너 BT · 딕슨 / 칼링뷰 · 애트웰 & 스카이웨이 · 시티뷰 & 켈필드 · 마틴그로브 · 키플링 · 이즐링턴 · 세인트필립스 & 로열요크 · 로렌스 / 스칼렛 · 웨스턴역 · 파인 · 제인 · 컬포드 · 킬 · 벤튼 · 칼레도니아 · 더퍼린 · 로렌스 웨스트역 · 배서스트 · 애비뉴 로드 · 로렌스역 | 애로우 로드                                                            | - 평일 출퇴근 시간대에 운행 |
| 953A | 스틸즈 이스트 급행       | Steeles East Express                | 동   | 스테인즈 로드                                                                  | 서   | 핀치역                                                                               | 핀치역 · 영 / 스틸즈 · 스틸즈 / 베이뷰 · 레슬리 · 돈밀스 · 우드바인 · 빅토리아파크 · 파머시 & 에스나파크 · 워든 · 버치마운트 · 케네디 (밀리켄역 ) · 미들랜드 · 브림리 · 매코원 · 미들필드 · 마컴 로드 · 스테인즈 · 모닝사이드 / 스테인즈 | 맥니콜                                                                 | - 평일 출퇴근 시간대에 운행 |
| 953B | 스틸즈 이스트 급행       | Steeles East Express                | 동   | 마컴 로드                                                                      | 서   | 핀치역                                                                               | 핀치역 · 영 / 스틸즈 · 스틸즈 / 베이뷰 · 레슬리 · 돈밀스 · 우드바인 · 빅토리아파크 · 파머시 & 에스나파크 · 워든 · 버치마운트 · 케네디 (밀리켄역 ) · 미들랜드 · 브림리 · 매코원 · 미들필드 · 마컴 로드 | 맥니콜                                                                 | - 평일 출퇴근 시간대에 운행 |
| 954  | 로렌스 이스트 급행       | Lawrence East Express               | 동   | 스타스프레이 블루버드                                                          | 서   | 로렌스 이스트역                                                                      | 로렌스 이스트역 · 로렌스 / 미들랜드 · 매코원 · 마컴 로드 · 스카버러 골프 클럽 로드 · 올튼파크 · 킹스턴 로드 · 모닝사이드 · 포트유니언 · 루지힐역 · 스타스프레이 루프 | 에글린턴                                                               | - 평일 출퇴근 시간대에 운행 |
| 960B | 스틸즈 웨스트 급행       | Steeles West Express                | 동   | 핀치역 파이어니어빌리지역 경유                                                 | 서   | 마틴그로브 로드 파이어니어빌리지역 경유                                              | 스틸즈 / 마틴그로브 · 키플링 · 이즐링턴 · 숄스 & 바맥 · 웨스턴 · 로스딘 · 노핀치 · 아데소 & 피터 카이저 · 제인 · 파이어니어빌리지역 · 킬 · 더퍼린 · 뉴웨스트민스터 & 블랙호크 · 카펜터 · 배서스트 · 힐다 · 영 · 핀치역 | 윌슨                                                                   | - 평일 출퇴근 시간대에 운행 |
| 960D | 스틸즈 웨스트 급행       | Steeles West Express                | 동   | 핀치역 파이어니어빌리지역 경유                                                 | 서   | 27번 고속도로 파이어니어빌리지역 경유                                                | 시그넷힐 / 스틸즈 · 27번 · 마틴그로브 키플링 · 이즐링턴 · 숄스 & 바맥 · 웨스턴 · 로스딘 · 노핀치 · 아데소 & 피터 카이저 · 제인 · 파이어니어빌리지역 · 킬 · 더퍼린 · 뉴웨스트민스터 & 블랙호크 · 카펜터 · 배서스트 · 힐다 · 영 · 핀치역 | 윌슨                                                                   | - 평일 출퇴근 시간대에 운행 |
| 968  | 워든 급행                | Warden Express                      | 북   | 스틸즈 애비뉴                                                                  | 남   | 워든역                                                                               | 워든 / 스틸즈 · 맥니콜 · 핀치 · 셰퍼드 · 엘즈미어 · 로렌스 · 애쉬턴비 · 에글린턴 · 컴스톡 · 페어팩스 · 워든역 | 맥니콜                                                                 | - 평일 출퇴근 시간대 운행 |
| 984A | 셰퍼드 웨스트 급행       | Sheppard West Express               | 동   | 셰퍼드-영역 셰퍼드 웨스트역 경유                                               | 서   | 웨스턴 로드 셰퍼드 웨스트역 경유                                                     | 브래드스톡 / 웨스턴 · 셰퍼드 / 에이브러햄 웰시 · 제인 · 알레타 & 노스오버 · 센티넬 · 킬 · 다운즈뷰파크역 · 셰퍼드 웨스트역 · 윌슨하이츠 · 윌밍턴 & 페이우드 · 배서스트 · 이스턴 · 셰퍼드-영역 | 애로우 로드                                                            | - 평일 출퇴근 시간대에 운행 |
| 984B | 셰퍼드 웨스트 급행       | Sheppard West Express               | 동   | 셰퍼드-영역                                                                    | 서   | 셰퍼드 웨스트역                                                                      | 셰퍼드 웨스트역 · 윌슨하이츠 · 윌밍턴 & 페이우드 · 배서스트 · 이스턴 · 셰퍼드-영역 | 애로우 로드                                                            | - 평일 점심과 이른 저녁 시간대, 토, 일, 공휴일 주간 운행                                                                                            |
| 985A | 셰퍼드 이스트 급행       | Sheppard East Express               | 동   | 스카버러센터역                                                                 | 서   | 돈밀스역                                                                             | 돈밀스역 · 셰퍼드 / 컨슈머스 & 브라이언 · 빅토리아파크 · 파머시 · 워든 · 버치마운트 · 앨런포드 · 케네디 · 에이진코트역 · 미들랜드 · 스카버러센터역 | 맬번                                                                   | - 매일 상시 운행 |
| 985B | 셰퍼드 이스트 급행       | Sheppard East Express               | 동   | 메도우베일 로드                                                                | 서   | 돈밀스역                                                                             | 돈밀스역 · 셰퍼드 / 컨슈머스 & 브라이언 · 빅토리아파크 · 파머시 · 워든 · 버치마운트 · 앨런포드 · 케네디 · 에이진코트역 · 미들랜드 · 브림리 · 마컴 로드 · 워시번 · 닐슨 · 모닝사이드 · 컨린스 · 메도우베일 | 맬번                                                                   | - 평일 출퇴근 시간대에 운행 |
| 986  | 스카버러 급행            | Scarborough Express                 | 동   | 셰퍼드 애비뉴                                                                  | 서   | 케네디역                                                                             | 케네디역 · 에글린턴 / 마컴 로드 · 길드우드역 · 킹스턴 로드 / 로렌스 · 모닝사이드 · 밀리터레 트레일 · 메도우베일 / 엘즈미어 DRT · 셰퍼드 | 맬번                                                                   | - 평일 출퇴근 시간대에 운행 |
| 989  | 웨스턴 급행              | Weston Express                      | 북   | 스틸즈 애비뉴                                                                  | 남   | 킬역                                                                                 | 올드웨스턴 / 스틸즈 · 웨스턴 / 오몬트 · 핀치 · 랜야드 · 브래드스톡 · 셰퍼드 · 스타뷰 · 알비온 & 월시 · 오크 · 처치 · 웨스턴역 · 제인 · 레이 · 에글린턴 · 험버 & 블랙크리크 · 애본 & 로저스 · 킬 / 세인트클레어 · 던다스 · 킬역 | 윌슨                                                                   | - 평일 출퇴근 시간대에 운행 |
| 995  | 요크밀스 급행            | York Mills Express                  | 동   | 토론토 대학교 스카버러 캠퍼스                                                  | 서   | 요크밀스역                                                                           | 요크밀스역 · 요크밀스 / 베이뷰 · 레슬리 · 돈밀스 · 밸리우즈 & 샌도버 · 파크우즈빌리지 / 브룩뱅크스 · 엘즈미어 / 빅토리아파크 · 파머시 · 워든 · 버치마운트 · 케네디 · 미들랜드 · 브림리 · 매코원 · 벨라미 · 마컴 로드 · 센테너리 병원 · 모닝사이드 · 밀리터리 트레일 · 토론토 대학교 스카버러 캠퍼스 DRT | 맬번                                                                   | - 평일 출퇴근 시간대에 운행 |
| 996  | 윌슨 급행                | Wilson Express                      | 동   | 요크밀스역 윌슨역 경유                                                         | 서   | 험버 대학 윌슨역 경유                                                                | 험버 대학 BT · 이토비코 종합병원 BT · 존 갈랜드 / 마틴그로브 · 웨스트험버 / 마틴그로브 · 웨스트험버 & 브루크미어 / 키플링 · 엠허스트 / 이즐링턴 · 알비온 / 아멜 · 알비온 / 웨스턴 · 월시 / 웨스턴 · 윌슨 / 클레이슨 · 제인 · 험버강병원 윌슨 병동 · 킬 · 듀브레이 · 더퍼린 · 윌슨역 · 배서스트 · 애비뉴 로드 · 요크밀스역 | 애로우 로드                                                            | - 평일 출퇴근 시간대에 운행 |

## 같이 보기
- 토론토의 시내버스